# Цесаревич (броненосец)
«Цесаре́вич» (c 29 марта 1917 г. — «Гражданин») — российский и советский эскадренный броненосец французской постройки, участвовавший в русско-японской и Первой мировой войнах. На основе его эскизного проекта были созданы броненосцы типа «Бородино».

## Основные характеристики
Водоизмещение нормальное проектное 13 100 т; длина по ватерлинии 117,2 м, ширина 23,2 м, осадка 7,9 м.
Мощность машин 16 300 л. с.; скорость проектная 18 узлов, на испытаниях 18,34 узла. Нормальный запас угля 800 т, полный 1370 т.
Вооружение: четыре 305-мм/40-клб, двенадцать 152-мм/45-клб, двадцать 75-мм/50-клб, двадцать 47-мм и два 37-мм орудий, две десантные 63,5-мм пушки Барановского, десять пулемётов, четыре 457-мм торпедных аппарата. К началу Первой мировой войны, кроме главного и среднего калибра, на корабле осталось восемь 75-мм и четыре 47-мм пушки, два пулемёта и два подводных торпедных аппарата.
Бронирование (крупповская броня): главный пояс 250—140 мм, верхний пояс 200—120 мм, палубы 50 и 40 мм, башни главного и среднего калибра 254 и 150 мм, барбеты башен 229 и 150 мм, рубка 254 мм.

## Описание конструкции

### Корпус

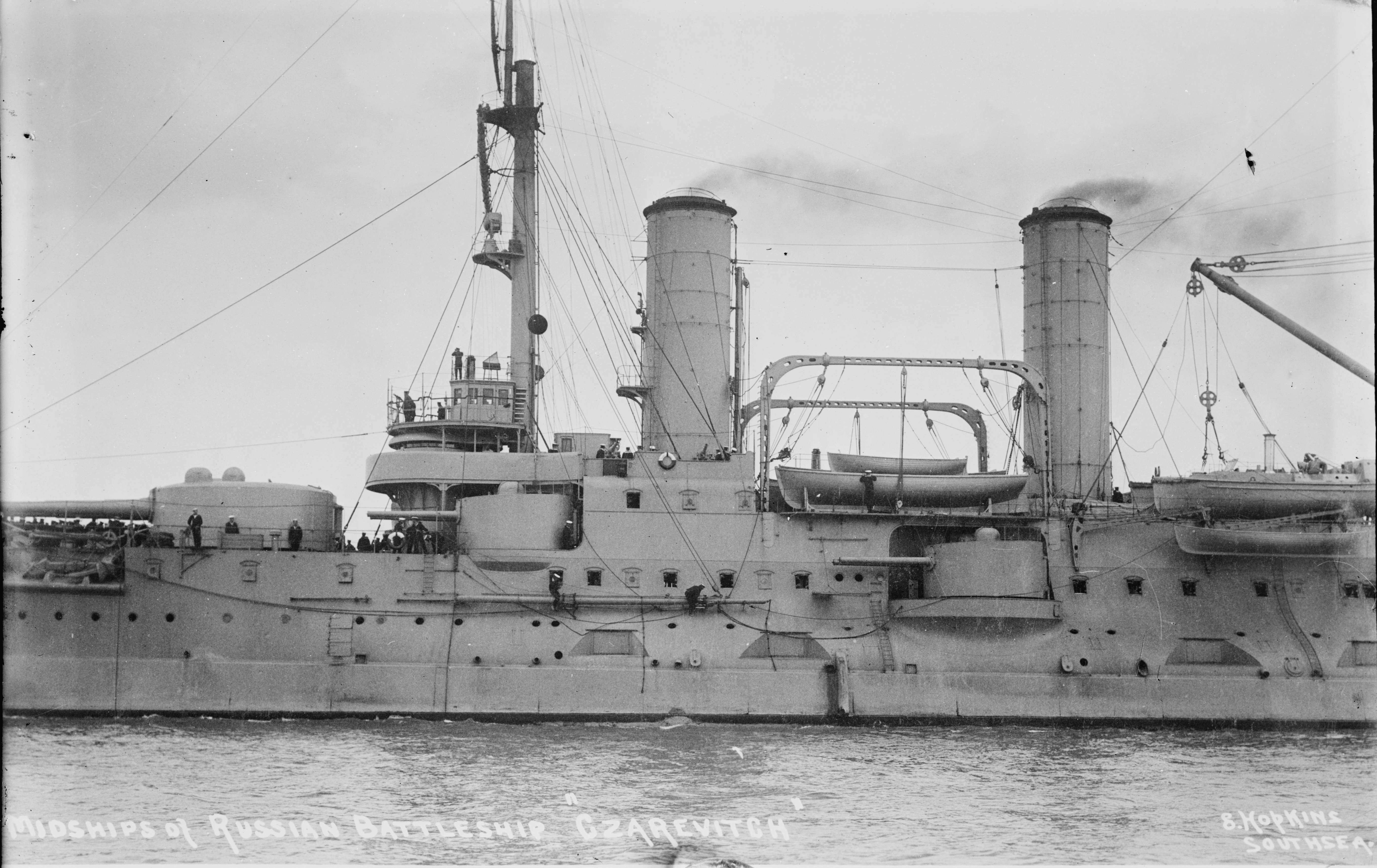

Корпус броненосца был набран по поперечно-продольной системе. Вдоль всего корпуса шёл внешний горизонтальный киль шириной 1,25 м и толщиной 20 мм в средней части и 10—16 мм в оконечностях корабля. Он был склёпан с внутренним горизонтальным килем шириной 0,95 м и толщиной 18 мм в средней части и 14—16 мм в оконечностях. К ним с помощью угольников крепился внутренний вертикальный киль высотой 1 м и толщиной от 18 мм в средней части до 11—14 мм в оконечностях. Шпация была равна 1,2 м (нумерация шпангоутов, как это было принято во французском кораблестроении, шла от мидель-шпангоута в нос и корму); флоры шпангоутов, как и стрингеры, имели высоту 1 м и толщину 9 мм (стрингеры вне двойного дна имели толщину 7 мм). Все эти балки крепились между собой угольниками толщиной 75—80 мм. Снаружи к ним крепились листы наружной обшивки (толщиной 18 мм в средней части, постепенно уменьшавшейся до 11 мм вверх и к оконечностям), изнутри клался настил двойного дна. Боковые кили в виде треугольных коробок из 10-мм листов имели высоту 1 м и длину 60 м.
Стрингер № 6 был основанием продольной броневой противоторпедной переборки толщиной 40 мм, состоявшей из двух слоёв очень мягкой стали, допускавшей сильную деформацию без разрыва. Последняя отстояла от борта на 2 м и на протяжении 88,8 м обеспечивала защиту внутренних помещений корабля от подводных взрывов. В русском флоте подобная конструкция применялась впервые; во французском она была внедрена кораблестроителем Э. Бертеном и использовалась в том числе на броненосце «Жорегиберри», проект которого был положен в основу «Цесаревича».
Весьма необычной для России была и форма корпуса с завалом бортов внутрь, из-за чего ширина верхней палубы была существенно меньше, чем максимальная ширина корабля. Такая сложная конструкция, широко применявшаяся во французском военном судостроении и довольно значительно усложнявшая и удорожавшая строительство, имела ряд преимуществ: уменьшался вес верхних конструкций, что повышало остойчивость, средние башни получали возможность вести огонь вдоль диаметральной плоскости, а в шторм завалы играли роль успокоителей качки: вкатывавшиеся на них массы воды препятствовали нарастанию крена. В то же время, помимо сложности и стоимости, завал создавал и эксплуатационные сложности, например, осложнялся подъём и спуск шлюпок.
Корпус имел три полных палубы — нижнюю броневую, возвышающуюся над ватерлинией на 0,3 м и набираемую из двух слоёв 20-мм листов; верхнюю броневую (она же батарейная) и верхнюю небронированную, имевшую толщину 7 мм и покрытую 60-мм тиковым настилом. Кроме них, была неполная палуба полубака (она же навесная или спардек), кончавшаяся перед кормовой башней 305-мм орудий. Высота надводного борта в носу достигала 7,8 м.
На водонепроницаемые отсеки корпус делился одиннадцатью главными поперечными переборками, доходящими до верхней броневой (батарейной) палубы и имевшими толщину 9 мм, пятью поперечными переборками между батарейной и верхней палубами, продольной 8-мм переборкой в машинном отделении и продольными переборками (от 11 до 15 мм толщиной) коридоров за бортовой бронёй, проходивших в 1,5 м от каждого борта на протяжении от 35-го носового до 25-го кормового и от 30 до 37-го кормовых шпангоутов. В главных переборках ниже нижней броневой палубы никаких дверей не было; трубопроводы их также не пересекали, за исключением нескольких водоотливных, но они были снабжены клинкетами рядом с переборками, в нормальном состоянии перекрывавшими их. Не было и возможности спуститься под нижнюю броневую палубу прямо с неё: все шахты, рукава погрузки угля, подачные трубы боезапаса и т. д. поднимались до верхней броневой (батарейной) или даже до верхней палубы. В переборках между броневыми палубами двери были, но герметичные на задрайках и расположенные в районе диаметральной плоскости. Переборки между батарейной и верхней палубой также имели двери на задрайках. Противоторпедная переборка защищала все водонепроницаемые отсеки, кроме носового (таранного) и кормового (рулевого).
Общий вес корпуса, включая противоторпедную переборку, подкладку под броню, внутренние устройства и дельные вещи, составил 5118,5 т.

### Бронирование
Главный броневой пояс простирался на всю длину корабля и состоял применительно к одному борту из 29 плит крупповской стали, пронумерованных с кормы. Средние плиты (№ 9—22) имели толщину 250 мм, ниже ватерлинии плавно уменьшавшуюся до 170 мм. Плиты № 8 и 23 имели толщину 230/160 мм, № 7 и 24 — 210/150 мм, № 6 и 25 — 190/140 мм, от № 1 по № 5 — 170/140 мм и от № 26 до № 29 — 180/140 мм. Крайняя носовая плита (№ 29) состояла из двух частей: верхней толщиной 180/160 мм и нижней 160/140 мм. Над ватерлинией пояс возвышался на 50 см, уходя под воду на 1,5 м.
Над главным шёл верхний броневой пояс, также защищавший всю длину корабля и имевший по 29 крупповских бронеплит на борт. Плиты № 9—22 имели толщину 200 мм, № 8 и 23 — 185 мм, № 7 и 24 — 170 мм и так далее. Кормовые плиты № 1—3 имели толщину 120 мм, носовые № 27—29 — 130 мм. Высота верхнего пояса была переменной и составляла 1,67 м в центральной части (общая высота двух поясов 3,67 м), 2,4 м в носу (в сумме 4,4 м) и 2 м в корме (в сумме 4 м).
Броненосец имел две бронепалубы. Верхняя (она же главная или батарейная) состояла из 50-мм бронеплит, уложенных на палубный настил из двух слоёв 10-мм листов; она упиралась в верхнюю кромку верхнего бронепояса. Нижняя бронепалуба (на уровне верхней кромки нижнего пояса), состояла из двух слоёв брони по 20 мм. На протяжении центральных 88,8 м длины корабля её концы плавно загибались вниз (радиус кривизны 2 м) и в 2 м от бортов образовывали броневую противоторпедную («противоминную») переборку. В зоне этой переборки нижняя бронепалуба соединялась с бортом 20-мм перемычкой. Связь поясной и палубной брони была в виде горизонтального стрингера или платформы из листов толщиной 16-20 мм и шириной до 2 м, которая служила полом коридора позади брони. Однако при взрыве торпед, мин и снарядов ниже броневого пояса эта платформа, накрывающая наружный и внутренний бортовые отсеки, должна была попадать в сферу разрушения, а поэтому вода через пробоину заполняла не только бортовые нижние отсеки, но и верхний корпус позади брони, а также отсек на нижней палубе, если была повреждена тыловая переборка коридора.
На кораблях более поздней постройки, броненосцах русской постройки «Суворов», «Орёл» и «Слава», а также на французских броненосцах типа «Републик» и на 4 кораблях серии «Демократи» этот недостаток был устранён.
Башни главного калибра были защищены 254-мм бронеплитами, закалёнными по способу Круппа. Они укладывались на стальную рубашку из двух слоёв толщиной по 15 мм каждый. Броня крыш имела толщину 40 мм и укладывалась на двуслойную стальную прокладку из 10-мм листов, которая была подкреплена бимсами.
Барбеты башен главного калибра обшивались крупповскими бронеплитами толщиной 229 мм, закреплёнными на двуслойной стальной рубашке (2×15 мм).
Башни среднего калибра 150-мм крупповской бронёй, закреплённой на двух слоях стальной рубашки из 10-мм листов. Крыши башен имели толщину 30 мм.
Боевая рубка корабля высотой 1,52 м имела в плане полукруглую форму и защищалась 254-мм бронеплитами крупповской стали, уложенными на два 10-мм слоя стальной рубашки. Крыша склёпывалась из трёх 15-мм листов, пол — из двух таких же листов. С центральным постом рубку соединяла коммуникационная труба («труба для защиты приказаний») внутренним диаметром 0,65 м и толщиной стенок 127 мм.
Полный вес брони без подкладки и крепежа, входящих в вес корпуса, составил 3347,8 т.

### Артиллерийское вооружение
Главный калибр состоял из четырёх 305-мм орудий с длиной ствола 40 калибров, установленных в двух цилиндрических башнях размерами в плане 7,6×6,05 м, установленных в диаметральной плоскости в носу и корме корабля. На их крышах были предусмотрены литые башенки башенных командиров и комендоров. Башни стояли на броневых барбетах диаметром 5 м, внутри которых проходили механизмы подачи боеприпасов.
К большим потерям времени приводило применение в русских крупнокалиберных пушках (до 30 сек.) открывание и закрывание затвора системы Розенберга, тогда как затвор фирмы Виккерс выполнял те же операции за 5-7 сек.
Оси орудий носовой башни возвышались над водой на 9,6 м, кормовой — на 7 м.
Средний калибр включал двенадцать 152-мм пушек Канэ с длиной ствола 45 калибров в шести цилиндрических башнях размерами 4,8×3,85 м, размещённых побортно, причём прямо в нос и корму теоретически могли вести огонь по четыре башни. Подача боезапаса осуществлялась через бронированные барбеты диаметром 3,25 м.
Орудия носовых башен возвышались над водой на 9 м, средних — на 7 м, кормовых — на 8,8 м. Средние башни имели сектор горизонтального наведения 180°, носовые и кормовые — по 135°, начиная от направления соответственно строго в нос и корму.
Башни и главного, и среднего калибра были разработаны и построены фирмой «Форж и Шантье», а орудия вместе со станками изготовлялись в России.
Противоминная артиллерия включала в себя по двадцать 75-мм пушек Канэ и 47-мм пушек Гочкиса, две 37-мм пушки Гочкиса и десять пулемётов.
Восемь 75-мм орудий располагались в батарее на батарейной палубе в средней части корабля (по четыре пушки на борт), ещё четыре размещались также на батарейной палубе, но в кормовой части. Две пушки находились в носу на верхней палубе (под палубой полубака), оставшиеся шесть были установлены на носовом (четыре) и кормовом (две) мостиках. Прямо в нос и корму могли стрелять по четыре таких орудия. Над водой пушки батарейной палубы возвышались по проекту на 3 м.
По шесть 47-мм пушек Гочкиса располагались на верхних мостиках, носовом и кормовом. Остальные 47-мм были размещены по четыре на каждом из двух боевых марсов; помимо них, там находилось и шесть пулемётов — четыре на крыше носового марса, два — на крыше кормового. Ещё четыре пулемета стояли на фальшборте спардека.
Помимо перечисленного вооружения, корабль имел две 63,5-мм десантных пушки Барановского.
Вся артиллерия с боезапасом весила 1363 т.
После русско-японской войны в процессе ремонтов малокалиберную артиллерию постепенно снимали. Так, на 1 апреля 1915 года на корабле имелось всего восемь 75-мм, четыре 47-мм орудия и два пулемёта, зато появились четыре зенитные пушки калибра 76 мм, к которым в 1916 году добавились ещё две 37-мм.

### Минное вооружение
«Цесаревич» был вооружён двумя надводными и двумя подводными торпедными («минными») аппаратами калибра 457 мм. К началу Первой мировой войны оба надводных аппарата были демонтированы.
Противоминного сетевого ограждения на корабле предусмотрено не было.

### Энергетическая установка
Две главные паровые машины двойного действия тройного расширения имели суммарную мощность по контракту 16 700 л. с. Каждая машина имела четыре цилиндра — по одному высокого и среднего давления (диаметры соответственно 1140 и 1730 мм) и по два низкого (1790 мм). Ход поршней составлял 1070 мм, максимальная частота вращения валов, приводивших в движение винты, — 107 об/мин.
Пар вырабатывали 20 котлов Бельвиля, оснащённых «экономизаторами» (экономайзерами). Суммарная площадь колосниковых решёток составляла 118,56 м², нагревательной поверхности самих котлов — 2486 м², экономайзеров — 1386,8 м².
Машины и котлы вместе с находящейся в них водой весили 1430 т.
Электроэнергия вырабатывалась шестью генераторами постоянного тока напряжением 105 В, приводимыми в движение собственными паровыми машинами. Два генератора (пародинамо) размещались без всякой защиты на верхней броневой палубе и обеспечивали силу тока до 640 А. Остальные четыре (по 1000 А) расположили под нижней броневой палубой в носу и корме корабля. Электричество применялось для вращения орудийных башен, подачи боеприпасов, рулевого привода (хотя основным считался паровой рулевой привод), работы водоотливных насосов, освещения.
Уголь хранился в угольных ямах, устроенных в котельных отделениях поперёк корабля (вдоль водонепроницаемых переборок, 588 т), а также на нижней броневой палубе вдоль коридоров позади брони. Отказ от бортовых подводных ям объясняется тем, что занимаемые ими на других кораблях отсеки на «Цесаревиче» были отделены от котельных отделений противоторпедной переборкой и составляли конструктивную защиту от подводных взрывов, поэтому оставались незаполненными.

### Оборудование, устройства и системы
Рулевое устройство имело традиционную и к рубежу веков уже устаревшую, но всё ещё широко применявшуюся конструкцию: с борта на борт перемещалась тележка, сквозь муфту которой был продет румпель. Тележка приводилась в движение системой талей, заведённых на два механических привода: паровой и электрический. Золотник паровой рулевой машины перемещался посредством валиковой передачи, шедшей чуть ли не через весь корабль от боевой рубки. В документах периода Первой мировой войны упоминается гидравлический привод, но из контекста неясно, идёт ли речь о силовом приводе, перемещающем рулевую тележку, или же о приводе золотника паровой машины, который могли установить вместо механической валиковой передачи.
Водоотливная система включала восемь центробежных насосов («турбин») производительностью по 800 т/ч каждая. По одной турбине стояло перед котельными и после машинных отделений, а также в каждом машинном отделении. В обоих котельных отделениях были установлены по две турбины. Их приводные электродвигатели размещались на нижней бронепалубе и соединялись с самими насосами весьма длинными валами. От турбин трубопроводы шли также в соседние водонепроницаемые отсеки, где таковых не было (таранный, три отсека 152-мм башен и рулевой), перекрываясь клинкетами в районе водонепроницаемых переборок.
Пожарная система включала восемь паровых трюмно-пожарных насосов производительностью по 50 т/ч (они применялись также для удаления небольших масс воды из трюмов, междудонных и бортовых отделений), пожарную магистраль, шедшую по всей длине корабля под батарейной палубой, и отростки от неё вниз к насосам и вверх к пожарным рожкам, имевшимся в каждом отсеке.
Корабль имел две мачты с боевыми марсами, на каждом из которых разместили по четыре 47-мм пушки и по три пулемёта. При ремонте в Циндао серьёзно повреждённая фок-мачта была снята и впоследствии заменена на мачту уже без боевого марса. На грот-мачте боевой марс ликвидировали лишь по возвращении в Россию в 1906 г.
Телефонная связь на корабле была организована с использованием стандартных для русского флота телефонных аппаратов системы лейтенанта Е. В. Колбасьева.
Освещение обеспечивали 1200 ламп накаливания. Штатными считались лампы в 10 свечей, хотя технически можно было применять и более мощные (до 50 свечей), но с уменьшением количества ламп.
Шлюпки из-за сравнительно малой площади спардека, вызванной завалом бортов, в походном положении хранились одна в другой. Из-за того же завала спускать и поднимать их обычными шлюпбалками было невозможно, поэтому приходилось пользоваться стрелой. На стоянке этот способ был слишком неудобен, поэтому предусмотрели заваливающиеся боканцы, прикреплённые к бортам. На стоянке с помощью стрелы под них подводили разъездную шлюпку и подвешивали на боканцах, после чего её можно было спускать на воду и поднимать обратно уже без стрелы. Ну а для спуска и подъёма паровых катеров стрела не годилась: для них создали специальные П-образные рамы-шлюпбалки, напоминавшие аналогичную конструкцию на старых черноморских броненосцах типа «Екатерина II». Уже в годы Первой мировой войны их сняли, поскольку корабль оборудовали поворотным краном.

## История создания

### Проектирование корабля
К концу 1897 года русскому правительству стало понятно, что в недалёком будущем вполне вероятно военное столкновение с Японией, интенсивно наращивающей свою мощь. Уже первые два японских броненосца — «Фудзи» и «Ясима» — были по боевой мощи примерно эквивалентны русским кораблям типа «Полтава» и превосходили «полукрейсера-полуброненосцы» типа «Пересвет». Поэтому на состоявшемся в начале 1898 года особом совещании была принята кораблестроительная программа «для нужд Дальнего Востока», утверждённая императором Николаем II 23 февраля (здесь и далее даты приводятся по старому стилю) и предусматривавшая в числе прочих мер разработку и строительство нескольких броненосцев с хорошим бронированием, высокой скоростью и вооружением из 305-мм и 152-мм орудий (предварительные рекомендации по созданию таких кораблей были выработаны несколько ранее, на совещании 27 декабря 1897 г., и одобрены Николаем II 30 января 1898 г.). Правда, быстро разработать подходящий проект не представлялось возможным, поэтому Балтийскому заводу наряду с его созданием поручили на пустовавшем после спуска на воду «Пересвета» стапеле построить третий броненосец этого типа, внеся в его проект ряд улучшений; этим кораблём стала «Победа».
Известия о планах России построить большое число крупных кораблей быстро распространились не только внутри страны, но и за её пределами и вызвали понятный интерес иностранных фирм, желающих получить выгодный заказ. Первым, уже в марте, проявил активность американец Чарльз Крамп, которому удалось в обход всех установленных порядков добиться права постройки для России броненосца и крейсера — будущих «Ретвизана» и «Варяга». «Программу для проектирования» или, выражаясь современным языком, техническое задание Крампу передали 24 марта. Эта программа определяла водоизмещение новых кораблей — не более 12 700 английских длинных тонн (на 700 т больше, чем в предварительных рекомендациях декабря 1897 г.), осадку — не более 26 футов (7,925 м) и скорость — не менее 18 узлов на 12-часовых испытаниях. Артиллерия должна была состоять из четырёх 305-мм орудий с длиной ствола 40 калибров в двух башнях (возвышение осей орудий носовой башни над ватерлинией не менее 8,23 м), двенадцати 152-мм 45-калиберных орудий Канэ «в отдельных казематиках», двадцати 75-мм, такого же числа 47-мм и шести 37-мм пушек, а также двух десантных 63,5-мм орудий Барановского. Предусматривался броневой пояс на всём протяжении ватерлинии, причём на 2/3 её длины он должен был иметь толщину 229 мм, а в оконечностях вместе с обшивкой корпуса — 63,5 мм.
Через три дня после передачи задания американскому промышленнику четыре своих предварительных проекта представил Балтийский завод. Хотя они в общем соответствовали требованиям, выданным Крампу, их почему-то, похоже, толком не рассматривали. Во всяком случае, 9 июня управляющего заводом К. К. Ратника пригласили на заседание Морского технического комитета (МТК), где поставили перед фактом: комитет отдал предпочтение не отечественным проектам и даже не проекту Крампа, а поступившему 26 мая и одобренному, правда, с изменениями, уже 2 июня (абсолютно немыслимый для МТК срок, ведь обычно рассмотрение любого вопроса затягивалось на месяцы) предложению французского кораблестроителя Амбаля Лаганя, директора фирмы Forges et chantiers de la Méditerranée из города Ла-Сен-сюр-Мер поблизости от Тулона. Скорее всего, причина столь спешного одобрения крылась в желании генерал-адмирала великого князя Алексея Александровича строить новый броненосец именно на этой фирме; во всяком случае, 6 июня на журнале МТК № 62 появилась резолюция временно управляющего Морским министерством вице-адмирала Ф. К. Авелана: «Его высочество одобрил этот проект и приказал заказать постройку этого броненосца теперь же обществу „Forges et Chantiers de la Méditerranée“ в Тулоне и выговорить в контракте доставление детальных чертежей его по корпусу и механизмам для постройки таких же типов в наших Адмиралтействах». Среди изменений в проекте А. Лаганя, которые МТК внёс уже 2 июня, важнейшими являются увеличение метацентрической высоты до 1,29 м и замена гарвеевской брони, ещё употреблявшейся во Франции, на закалённую по способу Круппа.
Контракт был официально заключён 6 июля; в качестве прототипа по корпусу и механизмам был указан французский броненосец «Жорегиберри». А. Лагань запрашивал на постройку 48 месяцев, но вынужден был согласиться на 46 (для сравнения: Крамп обязался построить «Ретвизан» за 30 месяцев). Стоимость постройки составляла 30 280 тыс. франков (11 355 тыс. рублей). Как водится, были оговорены штрафные санкции за превышение осадки, недостижение контрактной скорости, срыв сроков готовности (правда, последние во многом зависели от оперативности согласования различных вопросов с МТК и от сроков поставки вооружения и части оборудования из России, что специально оговаривалось в контракте). Фирма обязалась передачу русской стороне копий окончательных чертежей, чтобы по ним в России могли строить аналогичные корабли; правда, сроки и упорядоченность предоставления этих документов оговорены не были, что стало одной из причин строительства броненосцев типа «Бородино» фактически по собственному проекту, хотя и на основании эскизов «Цесаревича».
Уже на совещании 9 июня начальник Балтийского завода К. К. Ратник обратил внимание на недостаточное число котлов во французском проекте. Более детальный анализ был подготовлен специалистами завода к 30 июня. По ним выходило, что на квадратный фут нагревательной поверхности котлов по проекту А. Лаганя должно приходиться по 13,8 л. с. мощности машин, в то время как у кораблей русских проектов — крейсера «Россия» и броненосца «Князь Потёмкин-Таврический» — она составляла соответственно 9,63 и 10,2 л. с., у английских крейсеров — от 11,3 до 11,8 л. с. на квадратный фут. Обнаружились несоответствия и по различным статьям весовой нагрузки. Так, по мнению К. К. Ратника, водоизмещение броненосца при соблюдении всех проектных требований и норм должно было составить не 12 900 т, как заявлял А. Лагань, а не менее 13 837 т, ну а при приёме в соответствии с отечественной практикой веса корпуса равным 38 % от водоизмещения — и вовсе 14 700 т (для сравнения: новые японские броненосцы, заказанные в это время в Англии, должны были иметь водоизмещение 15 000 т, то есть практически столько же, но намного больше, чем ради экономии желали в русском Морском министерстве). МТК, тем не менее, каких-либо мер предпринимать не стал, ведь фирма за исполнение контрактных обязательств несла финансовую ответственность. На совещании 7 июля К. К. Ратник подтвердил свои опасения, однако сказал, что Балтийский завод в принципе готов строить аналогичные корабли по предоставленным французами детальным чертежам. Однако, поскольку их поступление в ближайшем будущем было невозможно (в те годы детальные чертежи разрабатывались по ходу постройки корабля, а не заранее), МТК принял решение «приступить к немедленной разработке подробных и детальных чертежей на Балтийском заводе и в С.-Петербургском порту, придерживаясь идеи эскизного проекта г. Лаганя», одновременно разрешив отечественным проектировщикам увеличить водоизмещение до 12 900 т.
21 декабря 1898 года Николай II утвердил названия ряда кораблей, в том числе и заказанных Лаганю броненосца и крейсера — «Цесаревича» и «Баяна». До строившегося броненосца название «Цесаревич» носил парусно-паровой 135-пушечный линейный корабль, исключённый из списков флота в 1874 году, а ещё ранее — 44-пушечный фрегат.

### Строительство
В самом конце 1898 года назначенный наблюдающим за постройкой капитан 1 ранга И. К. Григорович (позднее он стал командиром строившегося корабля) сообщал письмом в Петербург, что за прошедшие почти полгода завод к постройке так и не приступил. Фирма оправдывала это отсутствием заключения МТК на представленные спецификации и чертежи, а также на неполучение, несмотря на предусмотренный контрактом двухмесячный срок, чертежей орудий и станков главного калибра, которые должны были изготавливаться в России. МТК, в свою очередь, оправдывался тем, что получил чертежи от А. Лаганя не через 2—2,5 контрактных месяца, а только 8 октября, а также большой загрузкой по рассмотрению проектов других кораблей (броненосца «Ретвизан» и пяти крейсеров). В конце концов обсуждение присланных документов состоялось, и решение по ним вынесли 12 января 1899 года. На следующий день оно было утверждено управляющим Морским министерством и направлено во Францию. В этот же день произошло окончательное размежевание отечественного проекта кораблей типа «Бородино»: Балтийский завод получил разрешение увеличить водоизмещение ещё на 600 т, и оно составило уже 13 500 т против 12 700 т у французского прототипа, что потребовало увеличения длины корабля и, естественно, делало невозможным постройку новых кораблей по чертежам «француза».
Наблюдение за строительством «Цесаревича» серьёзно осложнялось разбросанностью заказов почти по всей территории Франции. Кроме того, И. К. Григорович своими амбициями серьёзно мешал наблюдающему за постройкой младшему судостроителю К. П. Боклевскому, хотя именно последний был главным ответственным за качество постройки, как это вынужден был напоминать 31 января 1900 года уже назначенному командиром броненосца И. К. Григоровичу помощник начальника Главного морского штаба (ГМШ) контр-адмирал А. А. Вирениус.
К 17 февраля 1899 года завод завершил разработку проекта и заказал первые партии материалов и изделий, после чего счёл возможным начать, наконец, отсчёт контрактного срока постройки броненосца, предполагая, что за 30-40 дней Морское министерство успеет дать необходимые ответы и разъяснения, возникшие у строителей после заседания МТК 12 января. Однако и через 2,5 месяца МТК продолжал хранить молчание, и 13 мая завод вполне обоснованно заявил о своём праве перенести срок начала работ до времени получения ответа. Ответы были получены лишь 26 мая, хотя строительство фактически началось всё же несколько раньше — 6 мая 1899 года, когда на стапель положили первый лист горизонтального киля (естественно, необходимые материалы были к тому времени уже получены, изготовили и вспомогательные приспособления). Официальная же закладка состоялась 26 июня.
Спуск на воду, состоявшийся 10 февраля 1901 года, не был особо торжественным. На броненосце даже не подняли русский флаг, мотивируя это тем, что пока он принадлежит фирме-строителю, а заказчик при серьёзном нарушении условий контракта может и отказаться от его приобретения. Запретили проводить и принятый в русском флоте обряд крещения корабля. Достройку сильно тормозили постоянно обнаруживавшиеся в отливках машин трещины и прочие дефекты (например, были забракованы семь из восьми крышек цилиндров), из-за чего детали браковались, а также затягивание отправки во Францию пушек, изготавливавшихся в России на перегруженном заказами Обуховском заводе. Была забракована и партия бронеплит, изготовленных французским заводом Крезо, ну а всего из 12 партий корпусной брони было забраковано четыре, а из четырёх партий для башен, изготовленных заводом Сен-Шамон, — две: они не выдержали испытаний стрельбой.
Большую часть декабря 1902 года корабль провёл в доке, где завершались достроечные работы, а также была произведена повторная окраска подводной части корпуса. Ранее ради эксперимента часть днища была покрыта краской «Интернациональ», хотя на большей части применили уже широко применявшийся состав «Дабрис». Теперь же, убедившись, что после годичной достройки на плаву участки, покрытые «Интернационалем», не имеют никаких признаков обрастания или ржавчины (поверхности, покрашенные «Дабрисом», были поражены ржавчиной в виде плотных пузырей), решили в дальнейшем на кораблях отечественного флота использовать новую краску.

### Испытания
Заводские ходовые испытания планировалось начать в конце января 1903 года, но они были несколько задержаны гибелью миноносца «Эспинол», который пришлось поднимать. 8 февраля при неполной нагрузке (осадка 7,62 м вместо 7,93 м) скорость довели до 16,3 узлов, 22 февраля — до 17,75 узлов во время шестичасового пробега. Недостижение скорости объяснили неоптимальными параметрами винтов, а также влиянием скуловых килей. В марте 1903 г. последние было решено укоротить, но работы удалось провести только с 21 мая по 5 июня. От килей, укороченных на 17,2 м, остался только прямолинейный участок в средней части корпуса. Кроме недобора скорости, испытания выявили также нагревание подшипников главных и вспомогательных механизмов и неполадки в системе индикации положения пера руля. Позже выяснилось, что спусковое устройство минных катеров было «очень неудовлетворительным», да и сами катера, заказанные в Англии на заводе Уайта, нуждались в доводке.
Первая партия команды (96 человек) прибыла на броненосец в феврале, офицеры во главе с И. К. Григоровичем перебрались на борт 2 мая, в середине июля во Францию отправили вторую партию команды (337 нижних чинов). Из Петербурга торопили с проведением испытаний: обстановка на Дальнем Востоке всё накалялась, а кораблю ещё предстояло зайти на Балтику для традиционного смотра. Тем не менее, фирма программу испытаний не форсировала. Правда, некоторые работы всё же сократили или отменили. Так, разрешили не испытывать торпедные аппараты стрельбой на скорости выше 12 узлов, а установку радиостанции решили отложить.
27 июня состоялись очередные ходовые испытания, на которых удалось достичь скорости 18,34 узлов: укорачивание килей и доводка винтов была ненапрасной. Но уже в июле в переднем цилиндре низкого давления левой машины были обнаружены трещины. Для ускорения завершения испытаний из Петербурга в Тулон прибыл контр-адмирал А. А. Вирениус, но существенным образом это помочь не могло. Пришлось отказаться от захода на Балтику: броненосец решили вопреки традициям сразу направить на Тихий океан. Для сокращения же сроков испытаний отказались от полных 12-часовых ходовых испытаний, а исправления обнаружившихся неполадок в системе подачи боеприпасов главного калибра отложили до прибытия в Порт-Артур, задержав выплату фирме последнего платежа в два миллиона франков до тех пор, пока переделанная система подачи не будет доставлена на Дальний Восток. Ускоренно провели испытания водоотливной системы и системы затопления погребов, отложив исправления на будущее.
Приёмный акт был подписан 18 августа 1903 года, через 50 месяцев после подписания контракта, причём в нём констатировалась небоеспособность главного калибра из-за неудачной системы подачи. Её, как и прочие выявившиеся недоделки, предстояло устранять уже фактически своими силами.

## История службы

### Накануне войны

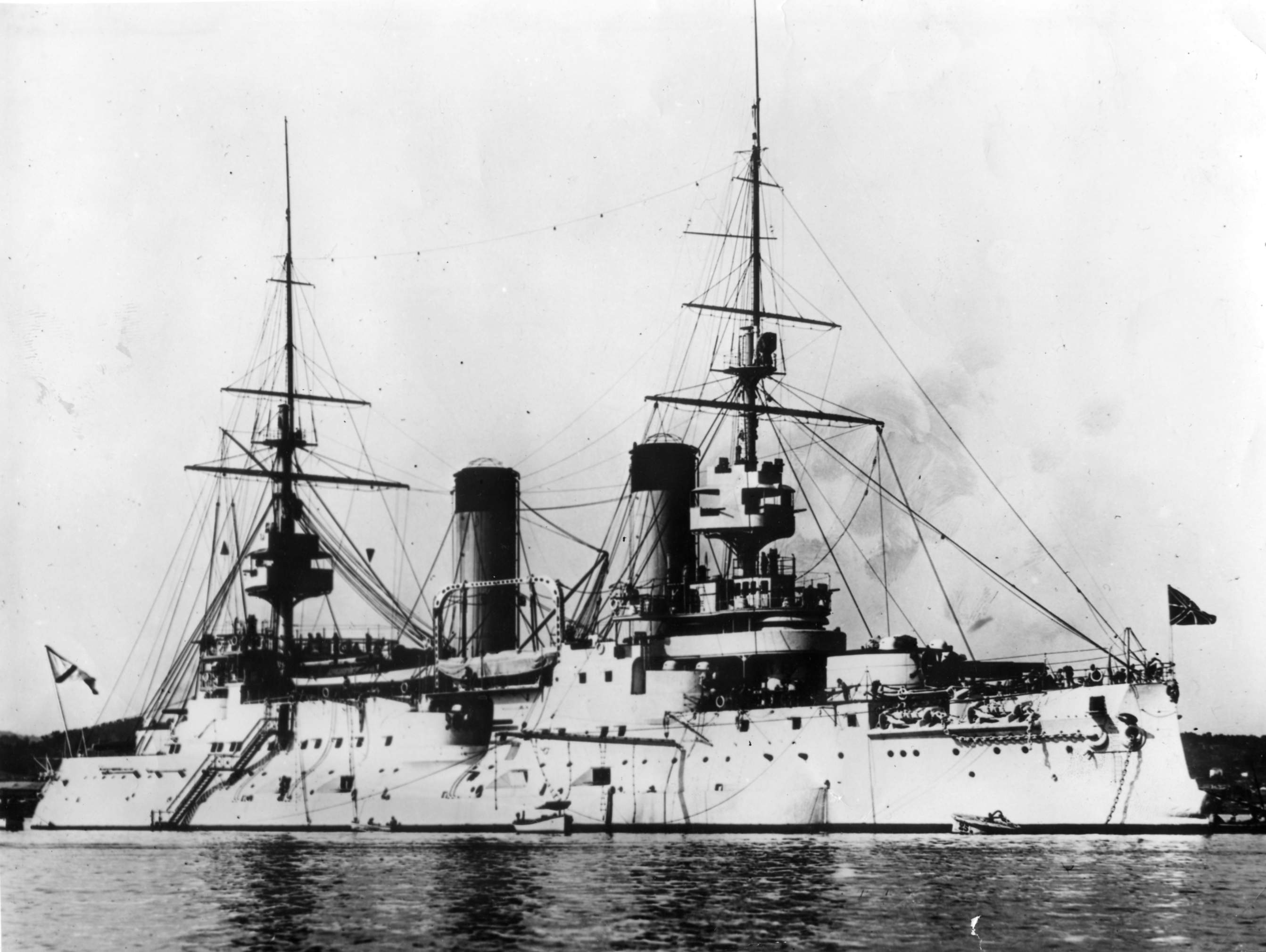
«Цесаревич» в Тулоне, 1903 год.

27 августа 1903 года броненосец под флагом контр-адмирала А. А. Вирениуса, погрузив 1200 т угля, покинул Тулон и направился в Неаполь. Во время этого, первого после приёмки корабля, перехода сломался чугунный эксцентрик цилиндра среднего давления левой машины. В Неаполе его заменили на запасной, а фирме заказали новый — но опять чугунный. Отремонтировав машину, 3 сентября перешли к острову Порос близ Пирея, где уже ожидал пришедший из Севастополя пароход «Штурман» с боеприпасами. Перегрузка боезапаса заняла неделю, затем ждали из Франции новый эксцентрик. Исполнявший должность начальника ГМШ контр-адмирал З. П. Рожественский оставил по этому поводу язвительную резолюцию: «Тут очевидно надо было не запасной требовать, а переделать все на стальные. С 8 февраля до августа было времени довольно об этом подумать. Плохое утешение, что завод отпустил в запас негодную вещь, которая спецификацией не положена: по спецификации негодных эксцентриков быть не должно, а запасных в таком случае конечно и не нужно». Впрочем, ради справедливости надо заметить, что в отечественном флоте чугун в ответственных деталях продолжали применять и много позже, даже во время Второй мировой войны: переход на сталь постоянно откладывался из-за большей сложности и стоимости изготовления таких деталей.
Дальнейший путь «Цесаревич» должен был проделать совместно с несколькими другими кораблями, в том числе с броненосцем «Ослябя» и крейсером «Баян». Однако «Ослябя» ещё 9 августа сел на мель, и его пришлось поставить в Специи в док на ремонт. Возникали проблемы и с другими кораблями, и в результате было решено отправить на Дальний Восток только «Цесаревича» и «Баян», при этом А. А. Вирениус должен был остаться на Средиземном море, чтобы собрать застрявшие в разных портах остальные корабли и довести-таки их до Порт-Артура.
24 сентября оба «француза» покинули Порос («Цесаревич» дополнительно погрузил 185 т угля) и утром 27-го пришли в Порт-Саид, где стали готовиться к проходу Суэцким каналом. Пройдя через несколько дней на буксире канал (своим ходом идти запрещалось администрацией), корабли прибыли в Суэц. Там последовало водворение перемещённых для прохода канала тяжестей на штатные места, приём угля («Цесаревич» погрузил 650 т) и переход в Джибути, куда пришли 8 октября, где последовала очередная бункеровка (683 т). 13 октября вышли в море, зашли в Коломбо (опять погрузка — 515 т, которую удалось произвести за 12 часов) и 23 октября продолжили путь. Согласно телеграммам З. П. Рожественского, ночью идти необходимо было без огней, будучи в готовности отразить внезапные минные атаки. Правда, корабли были выкрашены в парадный белый цвет: перекраску в боевой почему-то заранее производить не стали.
На второй день после выхода из Коломбо, около 5 утра 24 октября, снова (уже в третий раз) сломался эксцентрик левой машины. Ремонт занял около суток, и путь продолжили только 25 октября. К 8 утра обороты довели до 48, к вечеру — до 62. Дальнейший путь до Сабанга, куда пришли 28 октября, проделали уменьшенной 10,5-узловой скоростью. З. П. Рожественский поставил-таки вопрос об изготовлении стальных эксцентриков, причём за счёт завода-строителя (ведь механизмы ещё были на гарантии, а на борту броненосца находился французский гарантийный механик), однако МТК, поручив 29 октября заказать комплект эксцентриков для левой машины, материал менять не стал.
В Сабанге приняли 1170 т угля и 2 ноября вышли в Сингапур, где простояли 5—7 числа, пополнив только запасы продовольствия. Наконец, выйдя из Сингапура, оставшиеся до Порт-Артура 2630 миль проделали без дополнительных заходов в порты со средней скоростью 9,68 узлов («Цесаревич» сжёг 997 т угля, «Баян» — 820 т). 19 ноября с расстояния 60 миль с Порт-Артуром была установлена радиосвязь (радиостанцию таки-успели установить до выхода на Дальний Восток), и через несколько часов «Цесаревич», отсалютовав 13 выстрелами флагу начальника эскадры и семью — крепости, бросил якорь на внешнем рейде главной базы флота. В этот же день приказом наместника Е. И. Алексеева, продублированным по тогдашней традиции начальником эскадры вице-адмиралом О. В. Старком, оба корабля были зачислены в состав эскадры Тихого океана.
20 ноября О. В. Старк посетил «новичков», а на следующий день они вошли во внутреннюю гавань, где разгрузили запасы, перебрали машины и перекрасились в боевую оливковую окраску (корабли, уже находившиеся на Тихом океане, сделали это раньше), причём с существенным перерасходом материалов — олифы, сажи и охры. В отличие от других кораблей эскадры, новоприбывшие «французы», не прошедшие должной подготовки, были оставлены в кампании (эскадра в целом уже находилась в вооружённом резерве).
20 декабря, приняв на борт комиссию во главе с флагманским инженер-механиком А. Лукьяновым, «Цесаревич» вышел на ходовые испытания. Водоизмещение составляло 14 000 т, осадка носом — 8,42 м, кормой — 8,4 м. В полдень ввели в действие все 20 котлов, подняв давление сначала до 16, а затем и до 17 атм. На протяжении получаса, с 13 до 13.30, машины делали 88 и 92 об/мин, а скорость, согласно показаниям лага, составила 17 узлов.
29 декабря провели стрельбу по щиту. Из орудий главного калибра было произведено четыре выстрела практическими и столько же боевыми зарядами, из 152-мм — соответственно 7 и 10, из 75-мм — 13 и 46, из 47-мм — 19 и 30. По сути, это были не учения, а повторные испытания артиллерийских установок.
2 января корабль окончил кампанию в был переведён в вооружённый резерв, однако пробыл в нём недолго. 17 января 1904 года ввиду всё более нараставшего напряжения наместник Е. И. Алексеев приказал всей эскадре незамедлительно начать кампанию (его приказ был продублирован начальником эскадры 19 января). Ранним утром 21 января снялись с якорей и ушли в море три крейсера, а в 8 часов с флагманского «Петропавловска» поступил приказ всей эскадре одновременно сниматься с якоря. Уже через 5 мин корабли пришли в движение. На рейде из крупных кораблей остался лишь страдавший неполадками в машинах броненосец «Севастополь». Эскадра отправилась к мысу Шантунг, а достигнув его, повернула на обратный курс. Во время этого выхода отрабатывались различные эволюции, однако скорость держали в районе 10 узлов, а стрельбы не производили: навыки маневрирования были порядком утрачены, и эскадренную подготовку надо было начинать именно с них.
Вернувшись на внешний рейд Порт-Артура, вновь погрузили полные запасы угля. Между тем японцы, получив известие об уходе эскадры в неизвестном направлении, использовали этого как повод и разорвали дипломатические отношения, а их вооружённые силы вечером 23 января получили указ о начале военных действий, хотя формального объявления войны, вопреки европейским правилам, сделано не было. На эскадре, конечно, узнали о разрыве отношений, но корабли, стоявшие на внешнем рейде, так и не были защищены боном (который по-прежнему отсутствовал) или хотя бы противоторпедными сетями (против использования последних возражал начальник эскадры, считавший, что они помешают при появлении противника быстро сняться с якоря). Дозорная служба также была поставлена слабо, хотя О. В. Старк и предлагал Е. И. Алексееву выслать на разведку крейсера к Шантунгу и Чемульпо. Наместник проигнорировал предложение насчёт разведки у Шантунга, а к Чемульпо согласился послать один крейсер вместо двух, но только 28 января. Эскадра оставалась на внешнем рейде.

### Русско-японская война

#### Начало войны

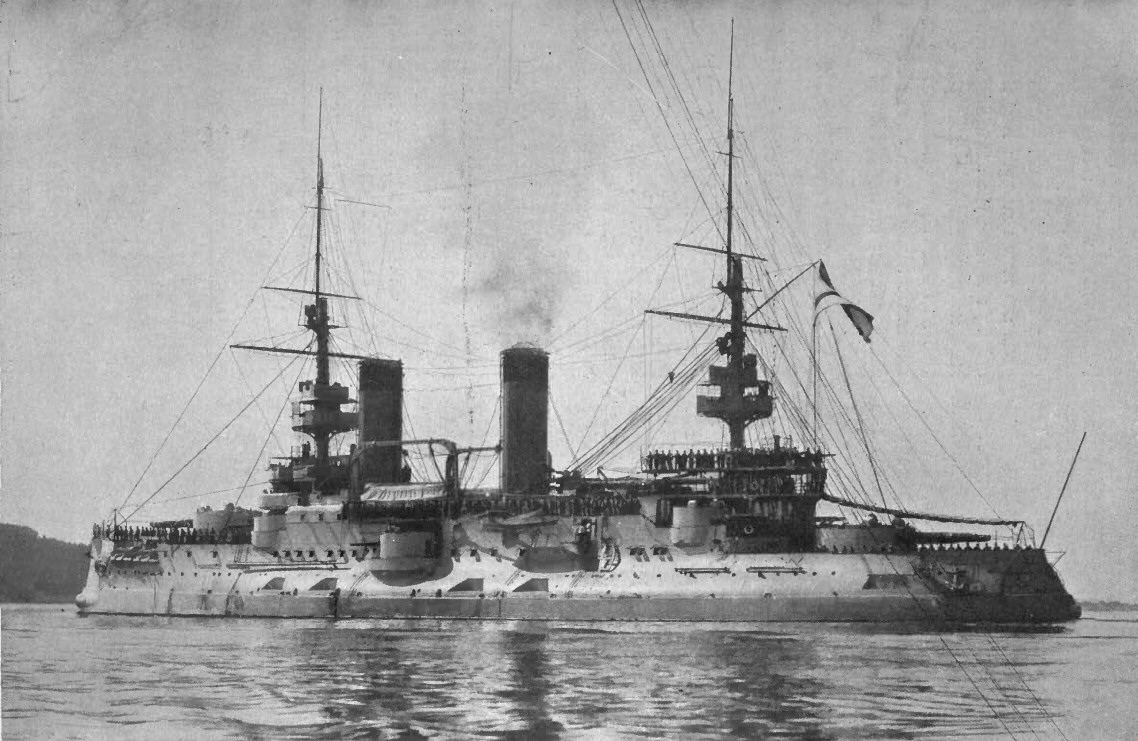
«Цесаревич» в начале 1904 г.

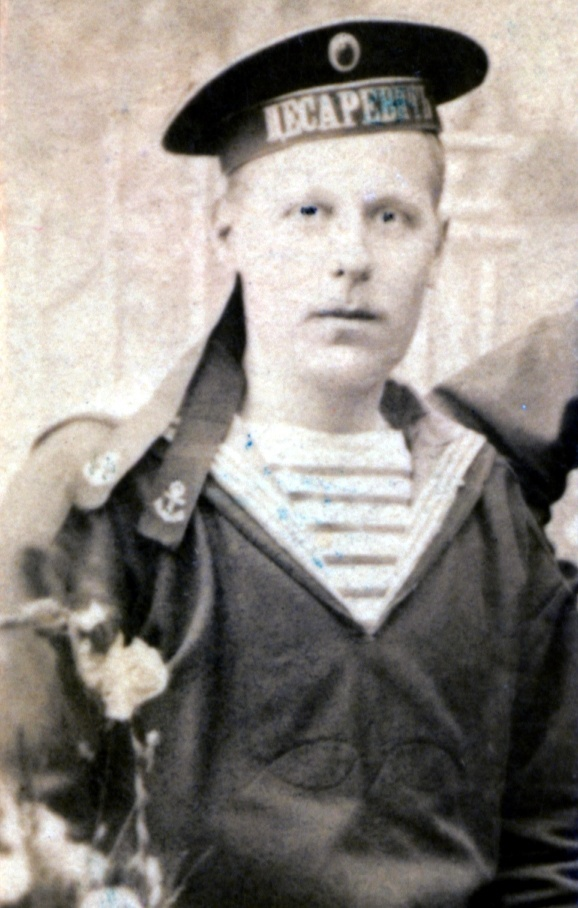
Матрос С. С. Ильин, 1904

В ночь на 27 января 1904 года «Цесаревич», как и другие корабли эскадры, стоявшие на внешнем рейде, находился в состоянии «полубоевой готовности». С одной стороны, орудия противоминных калибров были заряжены и у них дежурила прислуга, а накануне трюмный механик П. А. Фёдоров лично обошёл корабль и проверил состояние систем обеспечения непотопляемости. С другой, противоторпедные сети даже на тех кораблях, на которых они были, поставлены не были (начальник эскадры вице-адмирал О. В. Старк запретил такую постановку), броненосец «Пересвет» производил ночную погрузку угля и был, естественно, ярко освещён (отложить погрузку также запретили). В море в качестве дозора были направлены два эсминца, однако действовали они по инструкциям мирного времени и по сути лишь облегчали японцам скрытный подход к эскадре. Обычно высылавшаяся в качестве дозора канонерка на этот раз почему-то отправлена не была.
Детали ночной атаки без объявления войны несколько расходятся даже в вахтенных журналах кораблей. По всей вероятности, первым заметил противника вахтенный начальник «Цесаревича» мичман К. П. Гильдебрант, немедленно объявивший тревогу. Комендоры 47-мм и 75-мм пушек немедленно открыли огонь, были зажжены прожекторы. Это, однако, уже не могло сорвать японскую атаку. Не успел поднявшийся на площадку левого борта командир броненосца капитан 1 ранга И. К. Григорович оценить обстановку, как раздался взрыв между кормовыми 305-мм и 152-мм башнями. Из-за быстро нараставшего крена мичман Ю. Г. Гадд, командовавший батареей 75-мм орудий левого борта, вынужден был приказать убрать орудия и задраить порты: из-за низкого расположения батареи порты при появлении крена довольно быстро входили в воду.
Вице-адмирал О. В. Старк долгое время не верил в нападение и даже пытался остановить стрельбу, подняв на «Петропавловске» луч прожектора вверх (это был установленный сигнал о прекращении огня). И только спустя примерно час после нападения, в 0:55 27 января, он отдал приказ крейсерам «Новик» и «Аскольд» преследовать вражеские миноносцы, но те, естественно, дожидаться погони не стали и благополучно скрылись.
По японским данным, в атаке участвовало 10 миноносцев, выпустивших за промежуток времени от 23:33 до 0:50 16 торпед. Проверить достоверность этих сведений невозможно; возможно, цифры были преуменьшены, чтобы скрыть низкую результативность атаки (в цели попало лишь три торпеды, причём все в самом начале атаки, все дальнейшие попытки торпедировать русские корабли оказывались безрезультатными). Так или иначе, а два самых сильных русских корабля — «Цесаревич» и «Ретвизан», а также крейсер «Паллада» — получили существенные повреждения и на весьма долгий срок вышли из строя.
После взрыва торпеды крен «Цесаревича», несмотря на отданное командиром приказание затопить правые коридоры, быстро нарастал и достиг 18° (впоследствии проведённые расчёты показали, что при увеличении крена ещё на полградуса корабль опрокинулся бы). Быстро подвести пластырь было невозможно: мешал левый гребной вал и его кронштейн, в районе которых и произошёл взрыв. Отсеки же броненосца не имели штатных трубопроводов и клинкетов, и затопление осуществлялось весьма медленно с помощью пожарных шлангов, подключенных к клинкетам в машинных и котельных отделениях. Трюмный механик П. А. Фёдоров, правильно оценив обстановку, приказал затопить не три, как это допускалось штатной системой, а сразу девять отсеков. Он же совместно с трюмным старшиной Петруховым сумели подручными материалами заткнуть перепускную 229-мм трубу, через которую из-за повреждения клинкета вода поступала в трюм подбашенного отделения 152-мм башни. Вскоре после этого на корабле пропал свет: из-за крена вода попала в цилиндры приводов динамомашин. По пути П. А. Фёдоров остановил начатое по приказанию старшего офицера затопление погреба средней 152-мм башни (вероятно, старший офицер опасался пожара и детонации боезапаса, поскольку само по себе это затопление только вредило кораблю). Откачивать воду из полузатопленного отсека пришлось тоже с помощью пожарных шлангов. Крен постепенно начал уменьшаться.
Через неплотно задраенные полупортики противоминной артиллерии частично затопило кают-компанию, однако расположенное ниже румпельное отделение оказалось сухим. А вот рулевое отделение было полностью затоплено. Несший вахту дневальным в машинном отделении машинист Афиноген Жуков по сигналу тревоги успел добежать до своего боевого поста по сигналу отражения минной атаки и задраить дверь отсека, что предотвратило распространение воды в румпельное отделение, но сам его покинуть уже не смог и погиб (его тело смогли с помощью водолаза извлечь только 19 февраля).
Через 40 минут после попадания были подняты пары, и корабль смог дать ход и направиться во внутреннюю гавань для ремонта. Обходить эскадру пришлось со стороны моря, совместно с крейсером «Аскольд» отразив ещё одну атаку миноносцев. Руль не действовал, поэтому управлялись машинами, а вход в гавань прошли с помощью портовых катеров. В проходе сели на мель: корабль принял к тому времени около 2000 т воды, и осадка кормой возросла на 2,3 м. Сняться с мели удалось только частично разгрузив кормовые отсеки, чего добились к часу дня.
Согласно рапорту командира, в результате торпедного попадания были затоплены рулевой отсек, минный с находившимися в нём провизионными помещениями, арсенал, лазарет с окружающими его помещениями и каютами (минной, электрической, водолазов, гальванёров), цейхгауз и кормовой отсек левого борта. Почти все эти помещения входили в состав бортового коридора, затопление которого и вызвало быстрое нарастание крена.
Продольная броневая противоторпедная переборка (впервые в русском флоте применённая именно на «Цесаревиче»), установленная в 3,6 м от борта и выполненная заодно со скруглением бронепалубы, повреждений не получила, но остальные конструкции взрыва не выдержали. Разделявшая арсенал и рулевое отделение поперечная переборка была пробита у борта, а её водонепроницаемая дверь сорвана с задраек. Был разрушен и узел промежуточного соединения борта со скруглением бронепалубы, применённый вместо обычного скоса: его разрушило взрывом, из-за чего вода смогла подняться выше уровня бронепалубы. Центр же взрыва пришёлся между 31 и 37-м кормовыми шпангоутами близ начала дейдвудной трубы напротив помещения арсенала на глубине 2,74 м ниже ватерлинии. 250-мм бронеплита несколько ослабила разрушающее действие взрыва и была вдавлена внутрь на глубину до 305 мм. Борт ниже плиты на протяжении 11 м и по высоте 7,3 м был продавлен внутрь (общая площадь повреждений составила около 50 м², а стрелка прогиба достигала 1,22 м). Собственно пробоина (длиной 6,1 и высотой 5,3 м) имела площадь 18 м². Были разрушены восемь шпангоутов.
Сидя на мели, «Цесаревич» успел принять участие, правда, символическое, в последовавшем утром 40-минутном бое с главными силами японского флота. Впрочем, японцы быстро отошли, а сильно ослабленная русская эскадра преследовать его не имела ни возможности, ни желания. Всего при отражении минных атак, а также в утреннем бою с японскими главными силами броненосец израсходовал 17 152-мм, 33 75-мм и 107 47-мм снарядов. Впоследствии три унтер-офицера по настоянию П. А. Фёдорова были награждены Георгиевскими крестами (обычно нижних чинов на кораблях тогда награждали «по жребию», не особо вникая в реальную роль в том или ином событии). По поводу награждения офицеров П. А. Фёдоров 17 марта сделал в своём дневнике запись: «Как по трафарету на всех трёх кораблях: „Цесаревич“, „Ретвизан“, „Палладу“ старшим офицерам — Станислава 2-й степени, старшим механикам — св. Анны 2-й степени, трюмным механикам — Станислава 3-й степени». О том же писал механику его прежний сослуживец и будущий адмирал В. К. Пилкин: «Наверное, и Вам было обидно видеть, насколько произвольно были распределены награды на „Цесаревиче“. Чем при этом руководствовались — совершенно непонятно». Лишь после войны П. А. Фёдорова, чуть ли не по ходатайству всех офицеров, наградили-таки Георгиевским крестом.

#### Ремонт
Поскольку поставить корабль в док из-за узких входных ворот было невозможно, ремонт пришлось проводить на плаву, соорудив для этого кессон. Пока он не был готов, ремонтные работы проводились во время отливов, когда броненосец садился на грунт и уровень воды в отсеках несколько снижался. В первую очередь требовалось герметизировать бронепалубу, чтобы вода при приливах не затапливала помещения над ней. В конце концов этого, работая в ледяной воде, добились с помощью деревянных клиньев, цемента и свинца. Осушив отсеки, удалось уменьшить осадку на 0,6—0,9 м.
14 февраля тайфуном его сорвало с мели, из-за чего чуть не произошло столкновение с крейсерами «Аскольд» и «Новик» (спасла быстрая реакция вахтенных начальников на последних, вовремя отдавших приказание потравить якорь-цепи). 16 февраля удалось полностью герметизировать и осушить отсек подбашенного отделения, затем с помощью установленного водолазами пластыря частично (на 2,4 м) понизили уровень воды в рулевом отделении. Кессон начали устанавливать 5 марта, но окончательно закрепить его удалось лишь к 16 марта: помимо сложности работы самой по себе её порядком осложняла конфигурация борта корабля в районе кормы.
Поскольку броненосец вышел из строя на долгое время, за счёт его команды частично пополнили некомплект на оставшихся боеспособных кораблях эскадры. Так, младший артиллерийский офицер мичман Б. О. Шишко был переведён на «Петропавловск» и погиб вместе с ним при подрыве на мине 31 марта. Командир «Цесаревича» И. К. Григорович 28 марта по приказу вице-адмирала С. О. Макарова был назначен вместо Н. Р. Греве командиром порта Порт-Артур и произведён в контр-адмиралы (С. О. Макаров хотел видеть на этой должности В. Н. Миклухо-Маклая, командовавшего находившимся на Балтике броненосцем береговой обороны «Адмирал Ушаков», но не получил на это согласия Главного морского штаба). Остававшиеся на «Цесаревиче» офицеры и нижние чины привлекались к тралению японских мин, для чего использовались судовые паровые катера. Эти же катера регулярно выполняли и сторожевые функции на внешнем рейде. Экипаж, пока ещё в сравнительно небольшом числе, привлекался и для сухопутной обороны.
Для удаления рваных краёв пробоин с 26 марта по инициативе представителя Обуховского завода полковника А. П. Меллера, ведавшего в Порт-Артуре ремонтом артиллерии, стали использовать электрический резак. Ровно через месяц, 26 апреля, началась установка новых шпангоутов, изготовленных взамен уничтоженных взрывом, а затем и наружной обшивки. 20 мая последний лист наружной обшивки был установлен, оставалась лишь доделка переборок. Кессон сняли 24 мая. Единственное, что невозможно было исправить полностью, оказалось рулевое управление: из-за долгого пребывания в воде пострадала электроизоляция двигателей и генераторов, поэтому основным приводом руля пришлось сделать гидравлический, а электрический перевести в разряд резервного.

#### Сражение в Жёлтом море
Близился срок ввода броненосца в строй; между тем, штатного командира на нём не было: после назначения И. К. Григоровича командиром порта эти обязанности исполнял старший офицер Д. П. Шумов, не подходивший для официального занятия должности командира корабля по формальным причинам (не выслужил положенный ценз). С. О. Макаров собирался поэтому назначить командиром «Цесаревича» своего флаг-офицера капитана 2 ранга М. П. Васильева, однако наместник адмирал Е. И. Алексеев предпочитал видеть на этой должности капитана 1 ранга А. А. Эбергарда. М. П. Васильев 31 марта погиб вместе с С. О. Макаровым на «Петропавловск», а А. А. Эбергард был 12 апреля императорским указом назначен командиром, но в должность так и не вступил и вместе с наместником 22 апреля покинул Порт-Артур: Е. И. Алексеев считал, что тот более ему необходим в качестве штабного работника в Мукдене. В конце концов должность командира временно поручили капитану 1 ранга Н. М. Иванову.
10 июня эскадра под командованием контр-адмирала В. К. Витгефта, державшего флаг на «Цесаревиче», сделала попытку прорыва во Владивосток. После долгого выхода на внешний рейд и длительного следования за тралящим караваном (во время чего на «Цесаревиче» периодически возникали неполадки с рулём) русские корабли вышли на чистую воду и в 16.40 со скоростью 10 узлов легли на курс зюйд-ост 20°. Около 18 ч были замечены главные силы японцев, а также отряды их лёгких сил, после чего русские развернулись и вернулись в Порт-Артур. Формальной причиной этого была крупная недостача на многих кораблях 152-мм и 75-мм орудий: первые наряду с главным калибром считались необходимыми в бою главных сил, вторые — для отражения ночных атак миноносцев. На обратном пути на японской мине подорвался броненосец «Севастополь», что задержало следующую попытку прорыва. А вот атаки японских миноносцев (выпустивших 38 торпед) оказались абсолютно безуспешными. По японским миноносцам «Цесаревич» выпустил 714 (по другим данным 729) снарядов.
С 25 июля японцы начали обстрел гавани из 120-мм пушек. От их огня всех сильней в то время пострадал «Ретвизан», получивший подводную пробоину, которую к выходу толком заделать так и не успели. В «Цесаревич» попали два снаряда. Один угодил в бронепояс и вреда не причинил, второй же попал в адмиральскую рубку, убил телеграфиста, легко ранил самого В. К. Витгефта и его флаг-офицера лейтенанта М. А. Кедрова, два матроса получили контузии.
Вторую и, как оказалось, последнюю попытку прорыва эскадра предприняла 28 июля. В её составе на этот раз отсутствовал броненосный крейсер «Баян», подорвавшийся 14 июля на мине и стоявший в доке на ремонте, однако все шесть эскадренных броненосцев были в строю и несли почти полный комплект артиллерии (несколько ранее снятых пушек установить на место не успели или не смогли). Выход на этот раз был назначен на 5 утра, а траление произведено более быстро. Сначала шли на 8 уз, опасаясь за прочность заплатки, установленной на пробоину «Ретвизана», потом увеличили ход до 10 узлов, а с появлением противника — до 13 узлов.
Первая фаза боя продолжалась с 12 ч до 14 ч 20 мин, начавшись на дистанции около 75 кабельтовых. С расстояния 45 каб открыли огонь и шестидюймовки. «Цесаревич» как флагман был главной целью японцев, однако большинство их залпов ложилось с недолётом. Хотя дистанция временами сокращалась до 36 каб, за эти два с лишним часа он получил лишь несколько не слишком существенных повреждений.

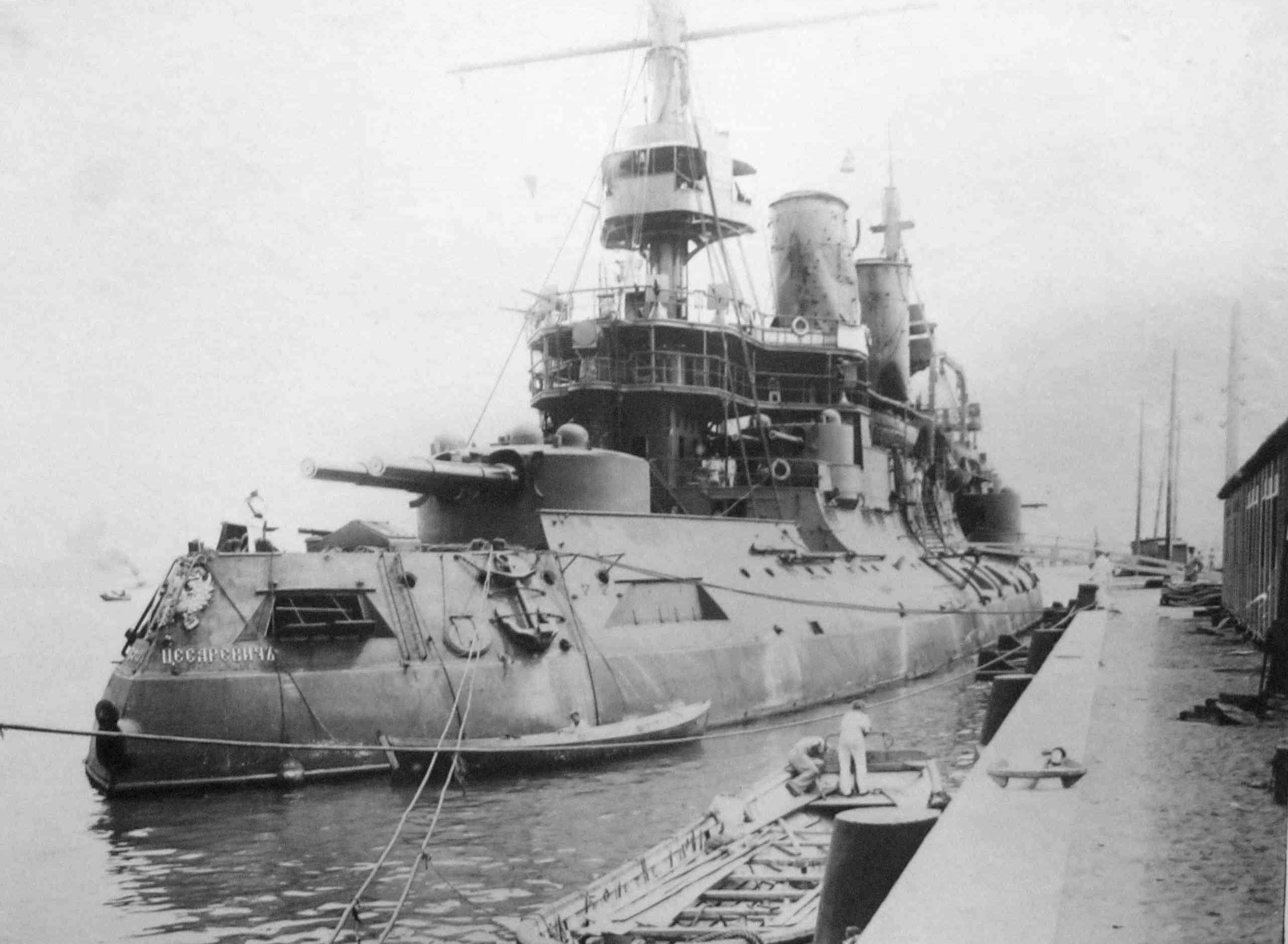
«Цесаревич» в Циндао после сражения в Жёлтом море (вид на корму), 10 августа 1904 г.

Первым в самом начале боя с большой дистанции попал 305-мм снаряд, пробивший борт и разорвавшийся при ударе о верхнюю палубу у барбета левой кормовой башни 152-мм орудий. Взрывом разрушен адмиральский буфет, осколочные ранения получили три человека, в том числе один в башне. Сама башня не пострадала. В своей книге Р. М. Мельников говорит о двух попаданиях 305-мм снарядов в этот район, однако в приводимом им же перечне повреждений, составленном офицерами «Цесаревича» в Циндао, отмечено только одно такое попадание; правда, там говорится и других попаданиях, не приведённых отдельно, но все они приходились в бронепояс и не вызывали повреждений, почему и были обойдены вниманием.
Другой снаряд, калибром не менее 203 мм, попал в подушку правого станового якоря. Последний был потерян (по счастью, цепь оказалась перебита); осколки, влетевшие в помещение носовых 75-мм пушек, слегка повредили оба орудия. Вскоре в спардек с правого борта в районе 31-го шпангоута попал ещё один фугасный снаряд (152 или 203 мм), не причинивший особых повреждений.
Снаряд, попавший в броню в районе 30—32 шпангоутов, срикошетил вниз, под воду, где и взорвался напротив первого котельного отделения. Конструкции корпуса были деформированы, из-за чего открылась течь. Были затоплены два нижних коридора между 25—31 и 31—37 шпангоутами, а также два верхних между 23-8 и 28-33-м. Всего было принято 153 т воды, крен был не более 3°; его устранили открытием трубопроводов, соединяющих затопленные нижние отсеки с такими же противоположного борта, а также затоплением нижних коридоров в районе машинного отделения.
Осколки от снаряда, разорвавшегося в гинях топенантных стрел, вызвали детонацию четырёх ящиков 47-мм патронов на боевом грот-марсе. Был убит один и тяжело ранено два человека, а марс серьёзно повреждён. Грот-мачта, тем не менее, пострадала несильно.
В конце первой фазы крупный снаряд (254 или 305-мм) попал в крышу кормовой башни главного калибра. Его осколками был убито и ранено по одному человеку у кормового дальномера, ещё один погиб в самой башне: его убило отлетевшей гайкой. Броня крыши в результате взрыва отделилась от вертикальной брони и оказалась несколько загнута кверху. Механизмы башни не пострадали, но были выведены из строя элеваторы подачи 47-мм патронов на кормовой мостик. Любопытно, что кормовая башня в техническом плане больше пострадала при подготовке к бою: при смачивании палубы струя воды попала в амбразуру, из-за чего перегорел предохранитель цепи вертикальной наводки, и некоторое время пришлось использовать ручной привод. Во время боя возникали новые неполадки. Так, некоторое время правым зарядником пришлось работать только вручную, а под занавес первой фазы в контакты рамы замка попало сало смазки снарядов, из-за чего гальваническая цепь стрельбы вышла из строя, и стрелять пришлось, действуя трубками. Командовавший башней мичман А. Н. Сполатбог вёл огонь, корректируя огонь одного орудия по выстрелу другого; ему помогал флагманский минный офицер лейтенант Н. Н. Шрейбер, запрашивавший расстояния по телефону (во второй фазе ему пришлось вступить в командование башней, когда А. Н. Сполатбог, имевший и штурманскую подготовку, вынужден был заменить убитого старшего штурмана). Носовая башня в первой фазе боя имела множество осколочных попаданий, но ни одного прямого, и никаких повреждений не получила. Однако её стрельбу осложняла необходимость время от времени менять прислугу, привлекая людей из расчётов малокалиберных пушек: как выяснилось в ходе боя, вентиляция была совершенно недостаточной.
После того, как эскадры разошлись контркурсами, бой на некоторое время затих. Русская эскадра продолжала уходить на юго-восток, японцы шли следом и, имея превосходство в скорости на 1—2 узла, постепенно нагоняли. В начавшейся после сокращения дистанции второй фазе «Цесаревич» получил большее число попаданий, чем в первой фазе. Так, согласно упомянутому выше перечню повреждений, японцам удалось добиться попадания 305-мм снарядом в носовую башню, однако обошлось без повреждений (Р. М. Мельников говорит от двух 305-мм и нескольких 152-мм снарядах, попавших в башню). Однако из-за не связанной с попаданиями поломки кронштейна направляющего роульса у правого зарядного стола пришлось вести подачу боезапаса только левым столом, что существенно снизило и без того небольшую скорострельность. Продолжались технические проблемы и в кормовой башне. Из-за перегорания реостата вертикального наведения левого орудия пришлось перейти на его ручное наведение, а позже сгорел один из проводников горизонтальной наводки: осуществлять её в дальнейшем пришлось силами матросов. У левого зарядного стола со шкивов соскочил трос, и до исправления этого повреждения подачу пришлось осуществлять через правый стол.

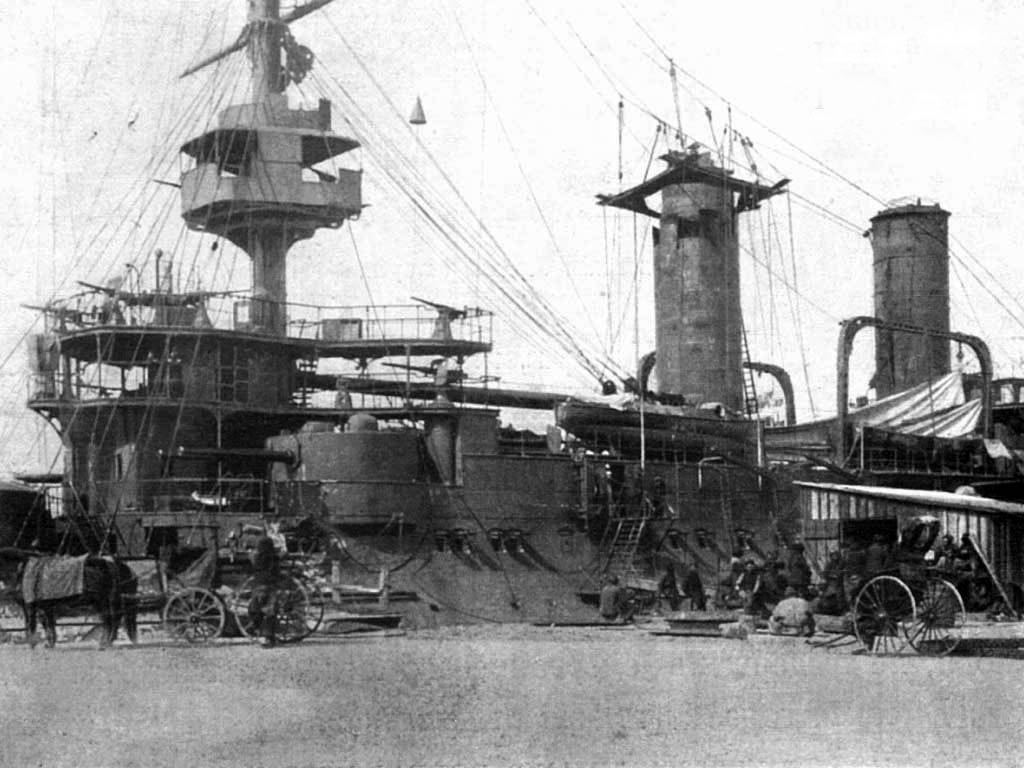
«Цесаревич» в Циндао после боя в Жёлтом море (кормовая надстройка), август 1904 г.

Снаряд не менее 203 мм пробил коечные сетки у левого трапа и осколками поразил корпусные конструкции и паровой катер. Ещё один крупный фугас разбил хлебопекарню. Два снаряда попало в кормовую трубу. Их осколки проникли в котельное отделение, ранили трёх человек и повредили один котёл и один из паропроводов, ведущий к свистку, однако быстро сориентировавшиеся в ситуации кочегарные квартирмейстеры Рожинцов и Лютый перекрыли клапан, и через 8—10 мин давление пара было полностью восстановлено. Осколками этих или других снарядов (бывали случаи разрывов над кораблём снарядов, отрикошетивших от воды) разбило один из двух дальномеров Барра и Струда и повредило напорную пожарную цистерну, вода из которой свободно гуляла по палубе. Более того, некоторое время насос в машинном отделении продолжал накачивать в неё воду, пока не был отдан приказ остановить его.
В списке повреждений были отмечены также попадания снарядов среднего калибра (120 или 152 мм) в палубу в носу и в один из иллюминаторов перед левой носовой башней среднего калибра, а также разрушение радиорубки 305-мм снарядом и попадание в рубку вахтенного начальника на кормовом мостике. Р. М. Мельников говорит ещё о 305-мм снаряде, попавшем в стык бронеплит пояса и вдавившем их внутрь, из-за чего затопило отсеки двойного дна, откуда вода начала проникать в правый погреб 152-мм снарядов; в списке повреждений этот снаряд явным образом не упоминается, хотя наличие попаданий в пояс, помимо единственного отдельно описанного (в первой фазе боя) там подтверждается.
Фатальными для всей русской эскадры (и для войны в целом) стали два 305-мм снаряда, попавших с короткими промежутками времени около 18 часов. Первый из них почти разрушил основание фок-мачты, повредил мостик и убил сидевшего в кресле на открытом мостике контр-адмирала В. К. Витгефта (после боя от него нашли одну лишь ногу) и стоявших здесь же флагманского штурмана лейтенанта Н. Н. Азарьева и младшего флаг-офицера мичмана Эллиса, а также трёх нижних чинов. Были ранены начальник штаба контр-адмирал Н. А. Матусевич (в сознание он пришёл только к ночи), старший флаг-офицер лейтенант М. А. Кедров и младший флаг-офицер мичман В. В. Кувшинников. Командир корабля капитан 1 ранга Н. М. Иванов был сбит с ног, но остался цел. Перейдя в боевую рубку, он не стал поднимать сигнал о гибели адмирала, чтобы предотвратить «сущий хаос», каковой имел место на эскадре при гибели адмирала С. О. Макарова; вместо этого он начал поворот, чтобы сблизиться с японцами и увеличить эффективность русской артиллерии (наши комендоры не тренировались в ведении огня на больших расстояниях). В этот момент попал второй снаряд, смертельно ранивший старшего штурманского офицера лейтенанта С. В. Драгичевича-Никшича и причинивший раны всем остальным находящимся в рубке, за исключением лишь старшего минного офицера лейтенанта В. К. Пилкина, который попытался восстановить управление кораблём. Однако и рулевой привод, и проводка машинного телеграфа оказались выведены из строя, а попытки связаться с центральным постом также не увенчались успехом. Были перебиты все переговорные трубы, а телефонная связь действовала лишь с одним из машинных отделений.
Неуправляемый броненосец прорезал кильватерную колонну русских кораблей, едва не попав под таранный удар шедшего четвёртым «Пересвета». Прочие корабли сначала пытались двигаться за флагманом, но, поняв, что он неуправляем, потеряли строй. Быстро поняли это и японцы, и вскоре бой прекратился. Попытавшийся таранить неприятеля «Ретвизан» под градом вражеских снарядов вынужден был отойти. Тем временем на «Цесаревиче» застопорили ход, спустили контр-адмиральский флаг и подняли сигнал «Адмирал передаёт командование». Младший флагман контр-адмирал князь П. П. Ухтомский, находящийся на «Пересвете», реально возглавить эскадру не смог (в какой-то мере это было вызвано тем, что броненосец потерял в бою обе стеньги, а сигнальные флаги, вывешивавшиеся на ограждении мостика, с других кораблей не замечали). В итоге эскадра вернулась в Порт-Артур, отразив после захода солнца атаки миноносцев.
Уже после того, как «Цесаревич» потерял управление, ему в верхнюю палубу юта попали два снаряда (152-мм и неустановленного калибра). Они пробили палубу, убили одного и ранили двух человек и повредили одно из 75-мм орудий, стоявших в кают-компании.
Итого в сражении корабль получил до 20 попаданий снарядами крупных и средних калибров. Потери экипажа составили 12 убитых и 47 раненых (двое из них вскоре умерли от ран).
Сам «Цесаревич» за время боя выпустил 104 305-мм и 509 152-мм снарядов.

### После боя

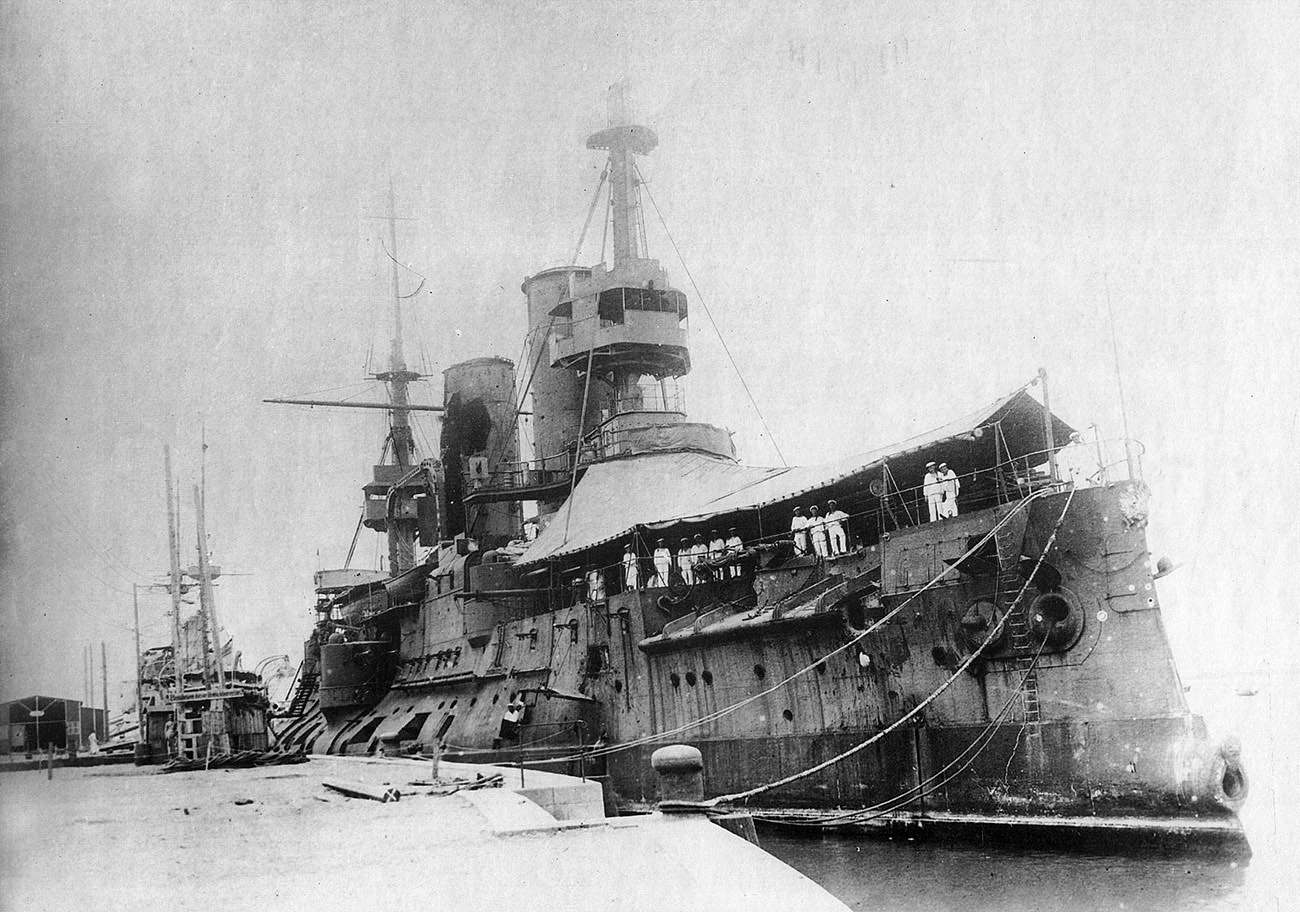
«Цесаревич» в Циндао после боя в Жёлтом море, 10 августа 1904 г.

«Цесаревич» не мог сразу последовать за остальными броненосцами эскадры: рулевое управление не действовало, связь с машинами тоже была частично потеряна. Принявший командование старший офицер капитан 2 ранга Д. П. Шумов отправил рулевого Лаврова в центральный пост пытаться исправить погнувшийся соединительный шток, а мичмана Д. И. Дарагана — на ют, чтобы обеспечить управление рулём с помощью румпель-талей, заведя их на кормовой шпиль (такой способ отрабатывался на учениях и был предназначен для случая, когда выйдут из строя два штатных рулевых привода — электрический и гидравлический). Только через 20—25 мин управление было частично восстановлено, однако направить корабль нужным курсом оказалось проблематично: его природная рыскливость усиливалась дифферентом на нос, а импровизированный рулевой привод действовал медленно. «Цесаревич» занял место в хвосте возвращавшейся в Порт-Артур эскадры, однако ночью, во время атак вражеских миноносцев, потерял её и отстал.
Посовещавшись с офицерами, Д. П. Шумов принял решение пытаться прорываться во Владивосток. Угля, несмотря на пробоину в одной из труб, должно было хватить, повреждения не повлияли существенно на боеспособность: все орудия главного и среднего калибра, а также большая часть противоминных пушек остались целы, машины работали исправно, в кормовой кочегарке был повреждён один котёл, но и он ремонтировался своими силами; имевшиеся пробоины были неопасны, и самым существенным повреждением оказался вывод из строя средств коммуникации и управления в боевой рубке. Часть неполадок удалось исправить ещё в море. Корабль повернул на юг, надеясь затеряться в море.
Ночью пришли в себя сначала капитан 1 ранга Н. М. Иванов, а затем и контр-адмирал Н. А. Матусевич. Они решили сначала зайти для ремонта и пополнения запасов в германский порт Циндао. Переубедить их Д. П. Шумов не смог, и 29 июля броненосец пришёл в порт. Первоначально немецкие власти дали шесть дней на приведение его в порядок для выхода в море, однако 2 августа неожиданно потребовали немедленно интернироваться, что по приказанию находившегося в немецком госпитале Н. А. Матусевича и было сделано.
После интернирования и сдачи германским властям замков от орудий и частей от машин, что исключало самовольный выход корабля в море, был начат его основательный, но уже неторопливый ремонт. Кроме того, офицеры по собственной инициативе занялись обобщением накопленного к этому времени боевого опыта, чтобы сообщить о нём готовящейся к выходу на Дальний Восток Второй Тихоокеанской эскадре. Первые выводы и рекомендации содержались уже в отправленной 10 августа на имя наместника Е. И. Алексеева контр-адмиралом Н. А. Матусевичем телеграмме, ну а подробный анализ был закончен к концу сентября (формально он был ответом на поступившее незадолго до этого предписание командующего флотом в Тихом океане Н. И. Скрыдлова описать действия эскадры и сделать выводы в материальном и организационном отношениях). Этот документ содержал множество полезных сведений и рекомендаций, основывавшихся на опыте боёв и наблюдении за действиями противника, однако своевременно учтены они были лишь в малой мере.

### Между двумя войнами

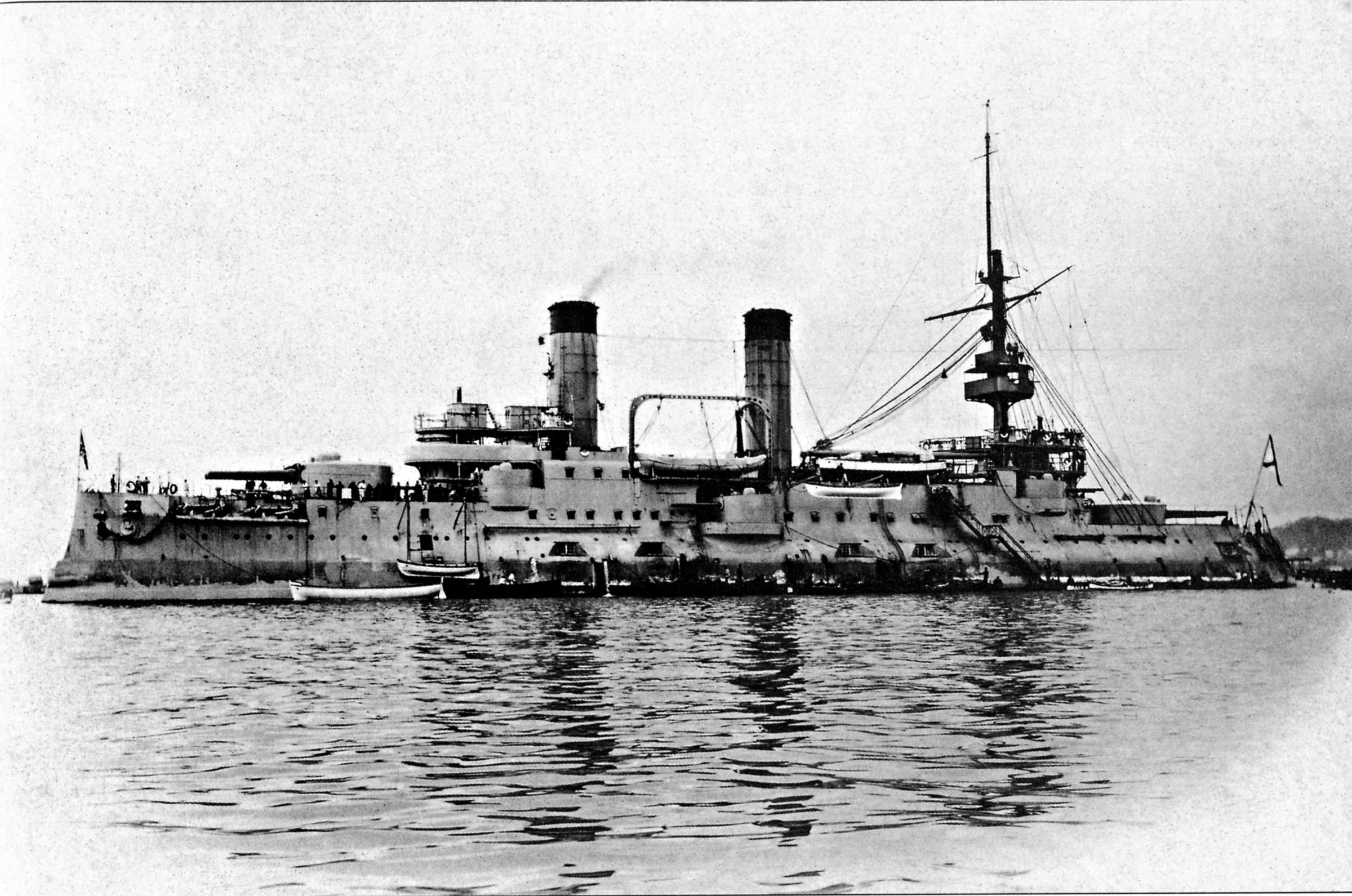
«Цесаревич» в Алжире, 20 января 1906 г.

После подписания (23 августа) и ратификации (19 сентября) Портсмутского мирного договора, положившего конец русско-японской войне, интернированные корабли стали готовиться к переходу на родину. Большая часть крупных боевых кораблей, включая и «Цесаревич», должна была идти на Балтику. Из-за полыхавшей в стране первой русской революции, эхо которой докатилось и до дальневосточных окраин, во Владивосток решили не заходить, а прямо из Циндао идти на запад. Командиром отряда идущих на Балтику кораблей был назначен контр-адмирал О. А. Энквист, определивший местом сбора Сайгон, куда «Цесаревич» под командованием капитана 1 ранга В. А. Алексеева (назначенного, вероятно, только на этот переход) прибыл 7 ноября. Однако по ряду причин совместного похода не получилось, и броненосец отправили в одиночку. Выйдя 10 ноября из Сайгона, он 2 февраля 1906 года прибыл в Либаву. По пути едва не случился мятеж, который планировался на время перехода из Коломбо в Джибути. Однако 28 зачинщиков вовремя изолировали и отправили в Россию на пароходе «Курония».
На Балтике «Цесаревич» стал флагманским кораблём «Гардемаринского отряда» — так полуофициально именовалось соединение, предназначенное для прохождения гардемаринами морской практики перед их производством в офицеры. Командиром броненосца был назначен бывший командир вспомогательного крейсера «Кубань» капитан 2 ранга Н. С. Маньковский. Сменились и другие офицеры: в основном ими стали отличившиеся участники прошедшей войны. Например, на должность старшего офицера назначили капитана 2 ранга барона В. Е. Гревеница, бывшего старшего артиллерийского офицера крейсера «Россия», ещё до войны ратовавшего за увеличение практикуемого расстояния стрельбы до 60 каб. Из прежнего состава остался лишь старший судовой механик П. А. Фёдоров.
По результатам осмотра артиллерии корабля 25 февраля, 7 и 10 марта был сделан вывод, что пушки главного калибра пригодны для дальнейшего использования: кормовые орудия были полностью целыми, а выбоины глубиной до 8 мм, обнаруженные на носовых, были признаны неопасными. Каналы стволов никаких повреждений не имели, а сами пушки сделали не более 50 выстрелов каждая. Пять пушек среднего калибра имели наружные выбоины глубиной 4,6—6,3 мм, однако от их замены пока отказались из-за недостатка средств, было лишь рекомендовано сменить переднюю оболочку на одной из них. Кроме того, замене подлежали все подъёмные механизмы: война выявила их слабость. Все 16 имевшихся на корабле 75-мм орудий (четыре пушки остались в Порт-Артуре) тоже признали годными к дальнейшей службе — они сделали не более 60 выстрелов на ствол; потребовалось лишь исправить станки. Аналогичная картина наблюдалась и с 47-мм скорострелками (не более 90 выстрелов на ствол), хотя две из них всё же отправили на ремонт на Обуховский завод. В нормальном состоянии оказались и механизмы корабля.
8 июня под брейд-вымпелом командующего «отрядом корабельных гардемарин» капитана 1 ранга И. Ф. Бострема «Цесаревич» и ещё несколько кораблей вышли из Либавы и 11 июня пришли в Кронштадт. Здесь были завершены последние ремонтные работы и переоборудование для размещения выпускников Морского корпуса и Морского инженерного училища, которым предстояло проходить на «Цесаревиче» практику перед производством в офицеры.
Выход в плавание, однако, пришлось отложить из-за вновь вспыхнувших вооружённых мятежей: 17-20 июля взбунтовались Свеаборг, Кронштадт и стоявший недалеко от Риги крейсер «Память Азова». В числе убитых мятежниками оказались и многие участники русско-японской войны, включая бывшего старшего офицера «Цесаревича» капитана 2 ранга Д. П. Шумова. Кораблям отряда, за исключением недостаточно благонадёжной «Славы», пришлось участвовать в подавлении выступлений. 19 июля «Цесаревич» и «Богатырь» обстреливали укрепления Свеаборгской крепости. Менее чем за два часа «Цесаревич» выпустил по мятежной крепости 31 305-мм и 215 152-мм фугасных снарядов. Позднее значительная их часть была обнаружена неразорвавшимися. И лишь после выполнения этой и других малоприятных обязанностей удалось приступить, наконец, к боевой подготовке, в частности, к совместному маневрированию, включая отработку поворотов «все вдруг», коими до русско-японской войны пренебрегали и которые с успехом использовались противником.
19 августа состоялся высочайший смотр, после которого И. Ф. Бострем был произведён в контр-адмиралы, а командиры «Цесаревича» и «Богатыря» — в капитаны 1 ранга. Офицеры и гардемарины были отмечены благодарностями, нижние чины — денежным вознаграждением.
На следующий день все три корабля — «Цесаревич», «Слава» и «Богатырь» — вышли в плавание, имея на борту гардемаринов, а также будущих унтер-офицеров: перед отрядом стояла задача готовить специалистов всех уровней. Любопытно, что головным при выходе из Кронштадта был броненосец «Слава», а не флагманский «Цесаревич»: любой корабль должен быть готов как возглавлять колонну, так и следовать за другими, но до войны этому, как и вообще совместному маневрированию, должного значения не придавалось. Урок был усвоен, и весь поход корабли постоянно упражнялись в манёврах и перестроениях.
При следовании в районе Либавы корабли отряда послужили учебными мишенями для торпедных атак подводных лодок, подчинявшихся заведующему подводным плаванием контр-адмиралу Э. Н. Щенсновичу. Сами атаки были выполнены в ночь с 21 на 22 августа, причём обнаружить атакующих с кораблей не могли до тех пор, пока те сами не открывали опознавательные огни.
С 23 по 29 августа стояли в Киле, где офицеры и гардемарины знакомились с немецкими кораблями и судостроительной промышленностью. Но после Киля отряд последовал не далее на запад, как это происходило во всех предыдущих учебных плаваний кораблей Балтийского флота, а повернул на север. С 31 августа по 6 сентября стояли в норвежском Бергене, после чего двинулись дальше и 10 сентября пришли в Печенгскую губу. Впервые на русский Север пришли столь мощные боевые корабли, которые, помимо боевой подготовки, занимались здесь и разного рода исследованиями, посещая различные бухты и Кольский залив.
20 сентября отряд покинул русские берега и, продолжая океанографические исследования, вновь двинулся в путь. 22 зашли в небольшой городок Гаммерфест, 24-го утром вышли из него и вечером того же дня прибыли в Тромсе. 28-го вновь вышли в море и через два дня пришли в Тронхейм, где стояли 9 дней. Затем посетили английские порты Гринок и Барроу, где среди прочего удалось осмотреть строящийся для России крейсер «Рюрик». Далее отряд проследовал во французский Брест, испанский Виго (там пробыли почти месяц) и к острову Мадейра, у берегов которого встретили Рождество и новый 1907 год. И. Ф. Бострем не только поддерживал состязательность в угольных погрузках, что практиковалось ещё во время похода Второй Тихоокеанской эскадры, но и применил аналогичный подход при артиллерийских стрельбах и шлюпочных гонках.
От Мадейры начался обратный путь в Россию. В Бизерте в командование отрядом вступил командир «Славы» капитан 1 ранга А. И. Русин: И. Ф. Бострем в связи с назначением товарищем (заместителем) морского министра вынужден был немедленно отправиться в Петербург.
На переходе из Бизерты в Тулон была проведена отрядная гонка полным ходом, чему, правда, существенно препятствовала погода: волнение до 7 баллов и 8-балльный норд-ост приводили к потере до двух узлов скорости. Средняя скорость на переходе составила 13,5 узлов, во время гонки «Цесаревич» поддерживал ход до 16 узлов при 83-86 оборотах винтов в минуту. Победителем оказалась «Слава», опередившая два других корабля на 15—20 миль. Во время стоянки в порту офицеры и гардемарины осмотрели строящийся фирмой «Форж э Шантье» крейсер «Адмирал Макаров», а два минных офицера — капитан 2 ранга К. А. Порембский и лейтенант А. В. Витгефт — успели побывать в Париже и ознакомиться с монтировавшейся на Эйфелевой башне радиостанцией французского флота.
По пути из Тулона в Виго и далее в Спитхед практиковались в стрельбе, хотя дистанции оставались ещё весьма небольшими: от 30 до 45 каб. Во время стоянки в Англии осмотрели строящийся «Дредноут», имя которого стало нарицательным для нового типа линейных кораблей. На переходе в Киль для практики в течение нескольких часов шли 16-узловым ходом. Поход закончили приходом в Либаву 29 марта 1907 года. В этом же году была введена в действие новая классификация боевых кораблей, по которой «Цесаревич» стал числиться линкором.
Второй поход, начавшийся 30 сентября 1907 года, отряд совершил под командованием контр-адмирала А. А. Эбергарда. На этот раз на русский Север не пошли: дойдя до Бергена, отряд продолжил движение на запад, зайдя в Гринок, Виго и далее проследовав через всё Средиземноморье до о. Родос, у которого задержался на длительное время, проводя многочисленные учения. Рождество встречали в греческом Пирее, посетили Наваринскую бухту, Неаполь, Гибралтар, Виго, Киль и 26 марта 1908 года прибыли в Либаву.
В третий большой поход отряд отправился 4 октября; до него «Цесаревич» успел совершить небольшое учебное плавание по Финскому заливу. Командовал походом контр-адмирал В. И. Литвинов. Основную часть учений провели в Бизертском озере. Хотя после окончания русско-японской войны прошло уже более трёх лет, обучение артиллеристов по-прежнему сильно осложнялось недостаточным количеством снарядов (впрочем, это в определённой мере извинительно: основная подготовка артиллеристов велась в те годы на Чёрном море, учебный же отряд Балтийского флота был призван дать гардемаринам прежде всего практику морских походов). 19 ноября к отряду присоединился крейсер «Адмирал Макаров», и 1 декабря все четыре корабля прибыли в порт Аугуста на восточном побережье о. Сицилия.
Обычный порядок боевой подготовки был прерван днём 16 декабря (29 декабря по новому стилю) известием о землетрясении, практически полностью разрушившем город Мессина. Русские корабли оказались первыми, пришедшими на помощь. Спасательные работы продолжались пять дней, спасённых доставляли в Неаполь. Впоследствии все участвовавшие в спасении людей были награждены специальной медалью, учреждённой итальянским правительством.
В Либаву корабли вернулись 17 марта 1909 года, посетив после Италии Александрию, Канарские острова, о. Мадейра, Портсмут и Киль и пройдя в сумме 10 896 миль — немногим меньше, чем Вторая Тихоокеанская эскадра в своём пути к Цусиме.
15 мая отряд начал учебное плавание по Балтике, а выход в новый заграничный поход был намечен на 25 августа, однако он не состоялся. 1 сентября «Цесаревич» был выведен в вооружённый резерв: ему предстоял ремонт.
Хотя было разработано несколько вариантов перевооружения корабля (в частности, с заменой 152-мм башен на казематные 203-мм пушки — примерно так, как поступили японцы со сдавшимся им в плен броненосцем «Орёл»), в конечном счёте от них отказались: подобные работы требовали немалых затрат, однако боевая ценность корабля в любом случае была бы невелика, ведь в это время в строй уже вступали первые дредноуты. Поэтому ограничились лишь наиболее необходимыми работами. Были ликвидированы боевые марсы, установлены новые дальномеры и радиостанция, заменены стволы пушек главного калибра, отремонтированы котлы.
9 мая 1910 года «Цесаревич», закончивший ремонт, начал кампанию, а уже 18 июля отряд, включавший, помимо него, «Славу» и крейсера «Рюрик» и «Богатырь», вышел в заграничное плавание. Командовал отрядом контр-адмирал Н. С. Маньковский, державший флаг на «Цесаревиче». Во время перехода из Спитхеда в Гибралтар на «Славе» неожиданно одна за другой вышли из строя все донки, питавшие водой котлы, и в 30 милях от цели корабль лишился хода. «Цесаревич», однако, смог шестиузловой скоростью отбуксировать его до Гибралтара. Взамен надолго вышедшего из строя линкора отряду был временно придан крейсер «Адмирал Макаров», в это время совершавший самостоятельное плавание у острова Крит. Соединение произошло 19 августа близ острова Кацца, и в тот же день отряд вошёл на рейд черногорского порта Антивари. Целью визита было участие в торжествах по случаю 50-летия правления черногорского короля Николы I. Официальную делегацию возглавлял великий князь Николай Николаевич, поднявший свой брейд-вымпел на «Цесаревиче» взамен контр-адмиральского флага. В ходе семидневных торжеств русский броненосец посетили в числе прочих гостей и сам черногорский монарх с королевичами Данилой и Петром.
По окончании визита в Черногорию «Цесаревич» вместе с отрядом, зайдя в Виго, Тулон и Портленд, вернулся на Балтику и 2 ноября прибыл в Кронштадт. В ходе ремонта на корабле заменили все экономайзеры, а также некоторые другие узлы котлов, а также 305-мм орудия. Поскольку задача подготовки офицеров и унтер-офицеров была в целом выполнена, Балтийский учебный отряд расформировали, а дальнейшую подготовку возложили главным образом на крейсер «Россия». Прочие корабли тоже участвовали в подготовке специалистов, но только во внутреннем плавании.
25 февраля 1911 года «Цесаревич», «Слава», «Андрей Первозванный» и «Император Павел I» (два последних корабля ещё достраивались) образовали бригаду линейных кораблей, к которой был причислен и крейсер «Рюрик». Главной задачей боевой подготовки теперь было освоение групповой стрельбы кораблей бригады по одной цели, что к тому времени уже было отработано на Чёрном море. Приходилось выполнять кораблям и представительские функции. Так, в 1911 году «Цесаревич» с другими кораблями совершили поход в Данию.

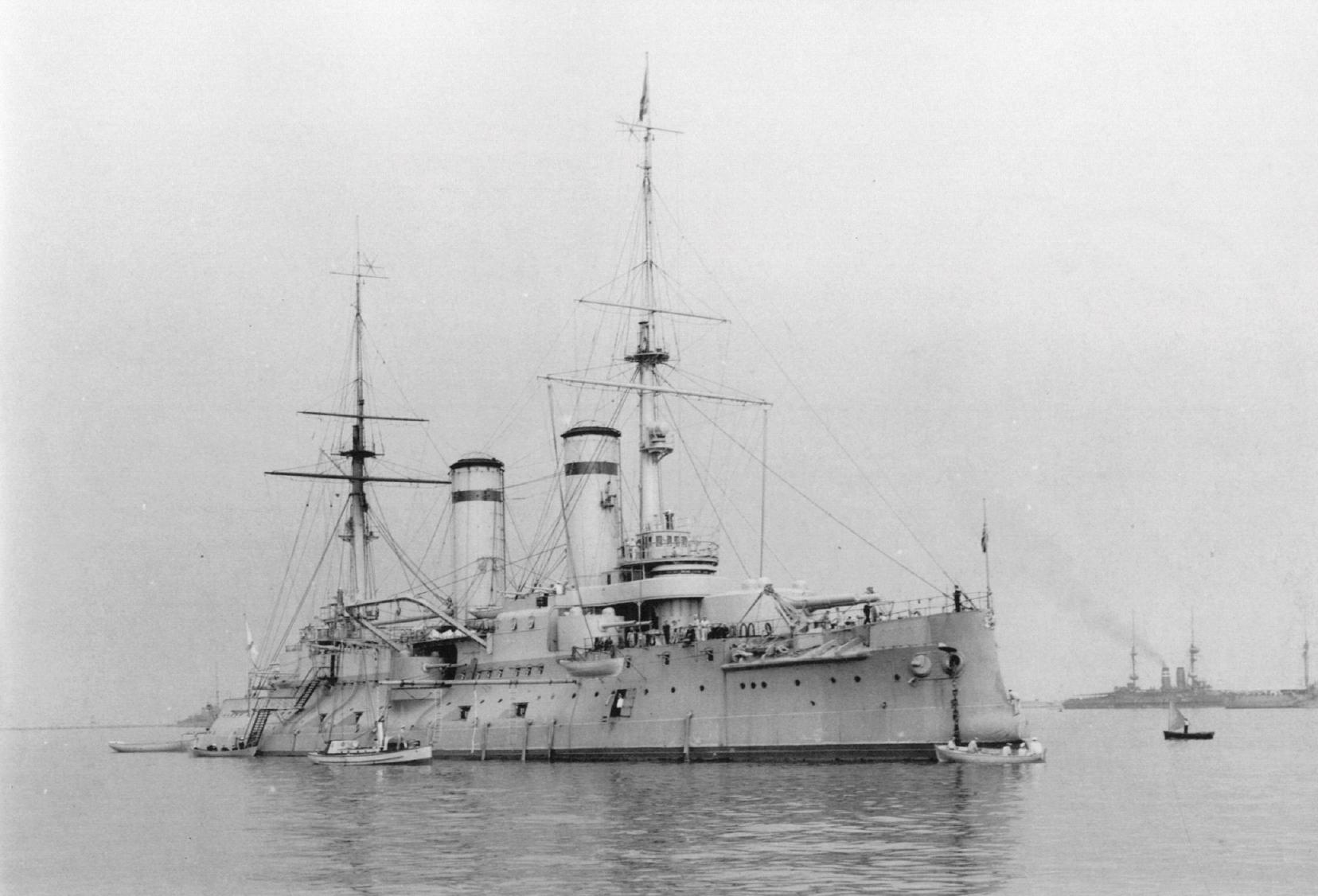
«Цесаревич» в Портленде, 1913 г.

Зимой 1911—1912 года рабочие заводов Металлического и Н. К. Гейслера установили новые прицельные приспособления и усовершенствованную систему управления огнём, что дало возможность комендорам постоянно удерживать наводку орудий на цель по указаниям приборов из боевой рубки. Была проведена очередная замена износившихся орудий. У пушек главного калибра затворы Обуховского завода заменили на систему Виккерса, что уменьшило время заряжания, систему наводки 152-мм орудий усовершенствовали применением тормозов лейтенанта А. В. Городысского. Установили также цилиндры из термоткани с арматурой для прогревания орудий, что исключило необходимость начинать стрельбы при низкой температуре воздуха с холостых выстрелов. Дальномеры системы Барра и Струда заменили на новые, с базой 2,74 м; к ним добавились и дифференциальные дальномеры А. Н. Крылова. Обучение комендоров было улучшено применением отмечателей и устройств, имитирующих стрельбу при качке, также разработанных А. Н. Крыловым. Коренным образом изменился и боекомплект: вместо облегчённых снарядов на вооружение поступили, наконец, тяжёлые, причём бронебойными наконечниками были снабжены и фугасные снаряды, а пироксилин в качестве взрывчатого вещества уступил место толу. Ведущие пояски снарядов стали изготавливать из «никелевой» меди вместо чистой, что уменьшило износ стволов орудий. Наконец, существенным усовершенствованиям подверглись и радиостанции; теперь они позволяли при благоприятных условиях переговариваться даже с Чёрным морем.
13 марта 1912 года «Цесаревич» в очередной раз сменил командира: капитан 1 ранга П. Я. Любимов, командовавший им с 1908 года, был произведён в контр-адмиралы и назначен командиром порта императора Петра Великого, а на линкор был назначен капитан 1 ранга Л. Б. Кербер. Впрочем, новый командир пробыл в должности всего полтора года и отправился на повышение — начальником штаба командующего морскими силами Балтийского моря, а в командование «Цесаревичем» с 2 октября 1913 года вступил капитан 1 ранга Н. Г. Рейн.
В 1912 году на кораблях, в том числе «Цесаревиче», чуть было не вспыхнул мятеж (выступление было назначено сначала на 24 апреля, а затем было перенесено на 11 июля). Эта попытка была пресечена вовремя проведёнными арестами. На «Цесаревиче» было схвачено и отдано под суд 10 заговорщиков, получивших в итоге от 12 до 16 лет каторжных работ.
В 1913 году (с 28 августа по 21 сентября) бригада линейных кораблей совместно с бригадой крейсеров и миноносцами совершила свой первый и, как оказалось, единственный большой заграничный поход. Бригадой линкоров в это время командовал вице-адмирал барон В. Н. Ферзен, ну а всю эскадру возглавлял её командующий адмирал Н. О. Эссен (флаг на крейсере «Рюрик»). За неполный месяц успели побывать в Портленде и Бресте.
До начала Первой мировой войны «Цесаревич» продолжал использоваться для подготовки личного состава, главным образом артиллеристов, причём интенсивность учений была весьма высока. Так, 3 июля 1914 года было выпущено 40 305-мм и 204 152-мм снаряда. 4-6 июля на Ревельском рейде проводили стволиковые стрельбы ружейными пулями, расходуя в день до 2000 патронов. 7 июля на состязательной стрельбе израсходовали 34 305-мм, 126 152-мм и 223 75-мм снаряда; 28 июля 1914 года расстреляли 24 305-мм и 146 152-мм снарядов и т. д.
На зиму 1914—1915 годов предполагалось поставить его на капитальный ремонт, однако война смешала все планы.

### Первая мировая война

#### 1914
17 июля 1914 года на старый линкор, несший флаг начальника бригады (флагманский «Андрей Первозванный» после аварии находился в ремонте) прибыл командующий флотом адмирал Н. О. Эссен, предупредивший команду о возможном скором начале войны. После этого приступили к мобилизационным работам и свезли на берег не требующееся в бою имущество. В 19 ч 25 мин все четыре корабля бригады перешли к о. Нарген, где в готовности отразить минную атаку провели ночь, а уже в 4 ч 20 мин 18 июля вышли для охраны отряда заградителей, посланных на минную постановку. Бой с превосходящими силами противника считался вполне вероятным, хотя война ещё не была объявлена. Постановка, однако, прошла спокойно, и все 2144 мины заняли предусмотренные для них места, перекрывая свободный доступ в Финский залив.
В 8 ч 40 мин 1 августа на корабле получили официальное сообщение об объявлении Германией войны. В 9 ч 30 мин на юте провели молебен о даровании победы, после чего подняли исторический кормовой флаг, избитый осколками во время сражения в Жёлтом море 28 июля 1904 года. В этот момент экипаж корабля насчитывал 620 человек, ещё 110, необходимых для доведения его состава до штатной численности, предстояло получить за счёт призванных из запаса.
Первые месяцы войны 1-я бригада линейных кораблей (во вторую бригаду входили ещё небоеготовые дредноуты), бригада крейсеров и 1-я минная дивизия почти каждый день развёртывались близ минной позиции, где отрабатывали различные варианты отражения атаки противника. На ночь возвращались в Гельсингфорс или Ревель. Однако уже 26 июля флот вышел к Наргену, откуда 28 июля под командованием Н. О. Эссена отправился в «шведский поход»: в это время было непонятно, не примет ли Швеция сторону Германии. Правительству этой скандинавской страны Россия, Англия и Франция направили совместную ноту, и при получении неблагоприятного ответа русский флот намеревался уничтожить шведский. Однако ожидаемого условного сигнала получено не было, и корабли вернулись в базы, при этом немного разминувшись в море с немецкими крейсерами, совершавшими набег на русское побережье и остров Даго.
6 августа в Гельсингфорс пришёл закончивший ремонт линкор «Андрей Первозванный», опять ставший флагманом бригады. 26—27 августа вся бригада вместе с крейсерами участвовала в «тральном походе», прикрывая тральщики; крейсера, кроме того, провели ближнюю разведку. Ход «Цесаревича» при всех 20 работающих котлах доходил временами до 16 узлов. Этот формально безрезультатный поход окончательно убедил Н. О. Эссена, что немцы никаких по-настоящему серьёзных действий предпринимать не собираются, ограничиваясь лишь имитацией активности с помощью нескольких крейсеров. Итогом стало выдвижение флота дальше на запад, в район Моонзунда; одновременно началось и оборудование Або-Оландского района. 1 сентября отрабатывали возможный бой с противником не за, а перед оборонительными минными заграждениями, а в походе 16 ноября «Цесаревич» вновь стал флагманом флота: на нём Н. О. Эссен вышел в море с другими кораблями бригады, крейсерами и только что вступившим в строй дредноутом «Севастополь», чтобы дать последнему возможность попрактиковаться в плавании в составе соединения кораблей. Через две недели, 2 декабря, флаг адмирала был поднят уже на новом дредноуте.

#### 1915

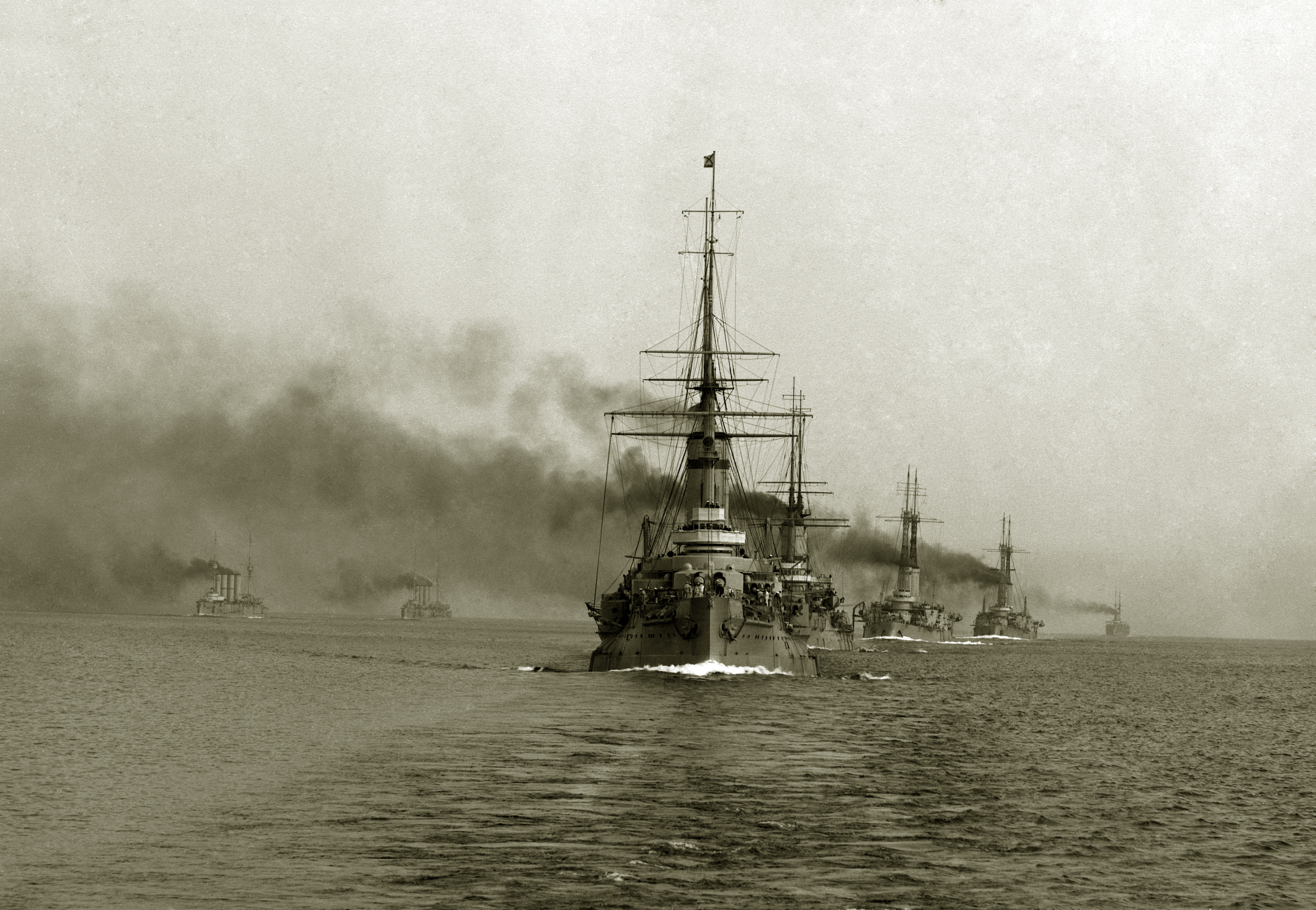
«Цесаревич» во главе бригады линкоров, 1915 г.

1 мая 1915 года произошла «рокировка» номеров бригад: додредноуты образовали 2-ю бригаду линкоров, а новые дредноуты, наконец-то ставшие достаточно боеготовыми — первую. Для более эффективного их использования бригады были разделены на полубригады, или манёвренные группы, которым обычно придавалось по одному крейсеру. «Цесаревич», образовавший пару со «Славой», стал исключением: в 4-й группе они были только вдвоём. Старые корабли получили задачу обеспечивать защиту побережья Финляндии и Або-Оландского района от немецких набегов. Незадолго до этого, 27 апреля, на «Цесаревич» прибыл его новый командир капитан 1 ранга К. А. Чоглоков (свою фамилию он писал именно так, хотя в официальных документах числился Чеглоковым).
19 июня «старикам» выпала возможность показать свою боеготовность. В 22 ч 20 мин стоящие на рейде Пипшер «Цесаревич» и «Слава» экстренно снялись с якорей, чтобы идти на помощь вступившему в бой с противником отряду крейсеров. Близ банки Глотова в их охранение вступили четыре миноносца 9 дивизиона, занявшие попарно места по бортам кораблей. Шли противолодочным зигзагом (этого термина в то время ещё не существовало, но манёвр уже достаточно часто использовался) генеральным курсом 248°. В пятом часу дня 20 июня в 30 милях к западу от маяка на о. Даго, когда до места боя оставалось ещё около 100 миль, встретили возвращающиеся крейсера М. К. Бахирева: как оказалось, помощь не потребовалась, поскольку информация о присутствии в районе немецких линкоров оказалась ложной.
10 июля 1915 года «Цесаревич» был поставлен на ремонт в кронштадтском доке цесаревича Алексея. В ходе ремонта ликвидировали задний мостик и рубку, очистили подводную часть корпуса и заменили стволы 152-мм орудий. 22 июля по пути в Гельсингфорс пушки испытали стрельбой; в этот же день совместно с другими кораблями участвовали в учениях на Центральной позиции. После этого корабль вновь приступил к сторожевой службе в шхерном районе, продолжавшейся до глубокой осени, и успел за это время побывать на мели (впрочем, с помощью тральщика с неё снялись за четыре часа).
5 ноября «Цесаревич» пришёл в Кронштадт и вновь встал в док, где демонтировали минные аппараты (надо полагать, два подводных, поскольку надводные, согласно ряду источников, были ликвидированы ещё до войны). 31 декабря с помощью ледокола корабль ушёл на зимовку в Гельсингфорс, где ремонтные работы продолжились. В течение зимы, помимо всего прочего, установили две 37-мм зенитки. Р. М. Мельников утверждает, что в это время были также снята половина (десять) 75-мм пушек, однако по другим данным, публикуемым в его же монографии, этих орудий уже на 1 апреля 1915 года было всего восемь. Более вероятным представляется именно последнее, поскольку, во-первых, при публикации этих данных автор прямо ссылается на архивный документ, а во-вторых, малоэффективность 75-мм артиллерии против миноносцев после русско-японской войны уже не вызывала особых сомнений, поэтому они просто напрашивались на ликвидацию, а у «Цесаревича» значительная часть этих пушек размещалась к тому же близко от воды и создавала немалую угрозу самому кораблю.

#### 1916
В 1916 году в первый раз в море «Цесаревич» вышел 21 апреля и практически сразу включился в боевую подготовку, совмещённую с несением сторожевой службы. 2 июля произошла поломка рулевого устройства, и в Ревель пришлось возвращаться, управляясь одними машинами. После краткого пребывания в доке (15—17 июня) корабль 18 июня в течение часа поддерживал 18-узловой ход.
30 августа «Цесаревич» перешёл к Моонзунду, где уже давно находилась «Слава». Чтобы обеспечить переход крупных кораблей в Рижский залив прямо из залива Финского, с помощью землечерпалок было проведено углубление фарватера (путь морем к этому времени стал очень опасным из-за активности немецких подводных лодок). Одной из целей переброски корабля изначально была поддержка планировавшейся десантной операции, но её отменили ещё до его прихода, 16 августа. В октябре крупные корабли стали покидать Рижский залив, однако «Цесаревич» остался здесь на зимовку.

#### 1917

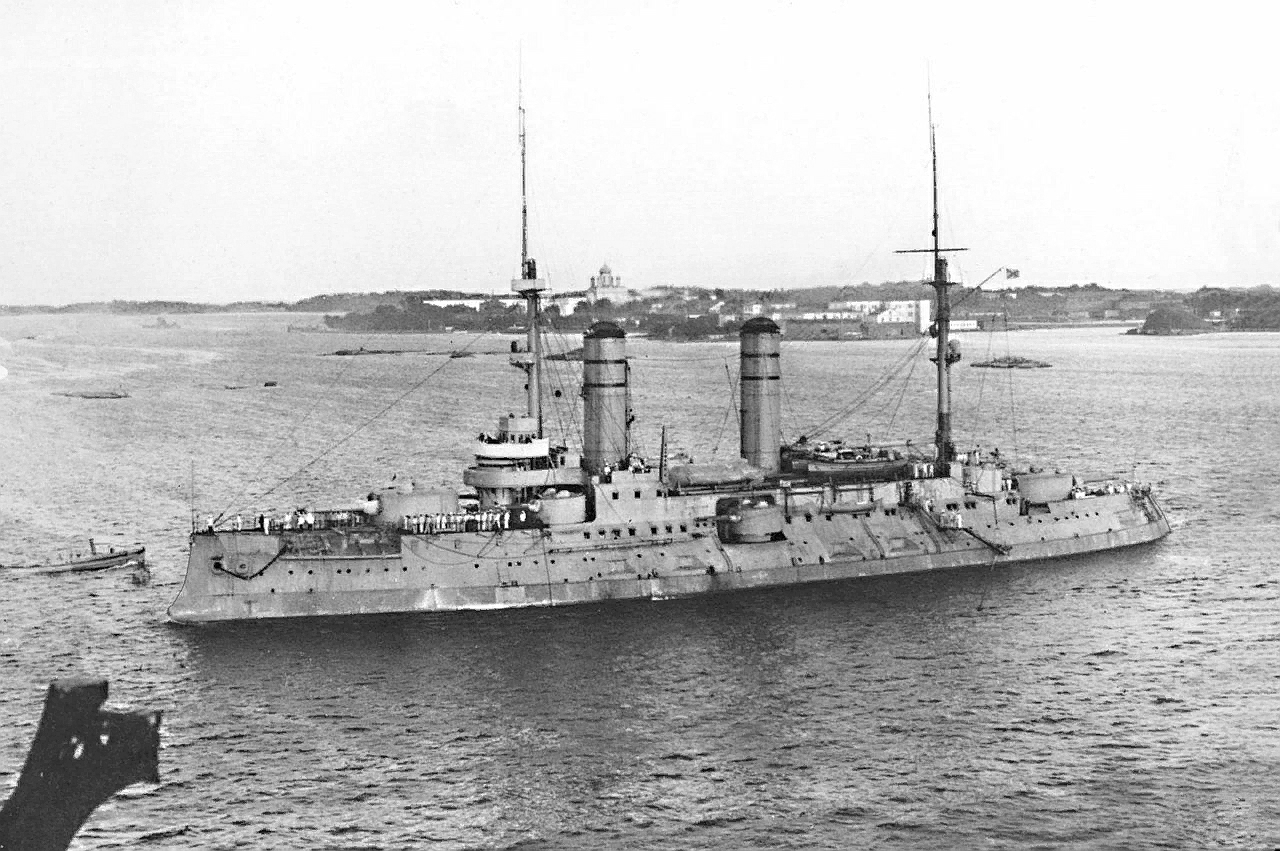
«Цесаревич» на рейде Гельсингфорса, 1915—1917 гг.

Вероятно, именно его удалённость от последовавших в феврале — марте 1917 года революционных событий позволила в те дни (известие об отречении Николая II на «Цесаревиче» получили лишь 4 марта) избежать расправ над офицерами, произошедшими на всех других балтийских линкорах и многих других кораблях. Тем не менее, дисциплина, а значит, и боеспособность корабля стала снижаться. Особенно стремительным этот процесс стал с мая, когда к Моонзунду пришли корабли Минной дивизии, к тому времени насквозь пропитанные духом митинговщины и политиканства.
29 марта приказом избранного матросами командующего флотом вице-адмирала А. С. Максимова кораблю присвоили новое название — «Гражданин». Линкор временами снимался с якоря и выходил на стрельбы и манёвры, хотя в основном отстаивался на Вердерском рейде: немцы активности не проявляли.
21 августа к «Гражданину» присоединилась «Слава» — как оказалось, весьма своевременно. 19 сентября (нового стиля) германский кайзер Вильгельм II приказал захватить острова Эзель и Моон. Операция, получившая название «Альбион», началась 29 сентября. 2 октября «Гражданин» был отправлен к Церельской батарее, ещё 17 сентября в результате попадания авиабомбы в склад боеприпасов лишившейся большей части офицерского состава, а теперь атакованной германским флотом. Однако помощь оказалась запоздалой: деморализованная прислуга покинула позиции, взорвав, правда, перед этим сами орудия. Вход в Ирбенский пролив оказался открыт.
4 октября состоялось сражение двух старых русских эскадренных броненосцев и крейсера «Баян» с германской эскадрой. Главная тяжесть боя легла на «Славу», поскольку только её пушки доставали, да и то не всегда, до германских дредноутов. «Гражданину», которым в это время командовал капитан 1 ранга Д. П. Руденский, и «Баяну» (на последнем держал свой флаг адмирал М. К. Бахирев) пришлось вести огонь главным образом по пытавшимся прорвать минное заграждение тральщикам и миноносцам.
Хотя немцам и не удалось с ходу прорвать русскую оборонительную позицию, бездействие основной части флота не оставляло надежд на успешную оборону. Поэтому практически все корабли ушли в Финский залив. 6 октября ушёл из Моонзунда и «Гражданин». Однако «Слава», принявшая через пробоины большое количество воды, не могла проследовать прорытым, но по-прежнему мелководным каналом и была затоплена у входа в него. Кроме того, после ухода русских кораблей рейд и фарватер были заминированы.
Некоторое время старый корабль простоял в Гельсингфорсе, однако 23—25 декабря перешёл в Кронштадт. После этого «Гражданин» был номинально включён в резервный отряд Морских сил Кронштадта, однако в море никогда больше уже не выходил и в 1925 году в числе многих других кораблей был разобран на металл.

## Общая оценка проекта
«Цесаревич» наряду с построенным несколько ранее в Америке «Ретвизаном» стал наиболее сильным русским броненосцем периода русско-японской войны. По вооружению и бронированию их можно признать эквивалентными: состав артиллерии был одинаков, более высокая практическая скорострельность и техническая надёжность казематных 152-мм орудий «американца» компенсировала их существенно меньшие углы обстрела, чем у башенных установок «француза», а более толстая броня последнего закрывала меньшую площадь борта. Достоинством «Цесаревича» было наличие (впервые в русском флоте) противоторпедной переборки, хотя её исполнение (а точнее, способ соединения переборки с бронепалубой) было не вполне удачным. Однако принятое на «Цесаревиче» низкое расположение большей части 75-мм орудий полностью исключало их использование в свежую погоду, а кроме того, создавало угрозу безопасности самому броненосцу: даже при сравнительно небольшом крене порты этих пушек входили в воду. Что же касается многочисленной малокалиберной артиллерии, а также торпедных аппаратов, то они были практически бесполезны, впустую занимая место и увеличивая водоизмещение обоих кораблей. Впрочем, и здесь «Цесаревич» уступал своему заокеанскому «коллеге», став последним русским кораблём с громоздкими боевыми марсами, помимо всего прочего ухудшавшими остойчивость.
По скорости «Ретвизан» уступал «Цесаревичу», однако разница эта была скорей символической. Куда важнее было существенное превосходство «американца» в дальности плавания, что в определённых ситуациях могло дать ему существенные преимущества. Мореходность обоих кораблей была вполне достаточной, однако сложная форма борта «Цесаревича», обусловленная стремлением обеспечить как можно больший угол обстрела орудиям среднего калибра, но сильно усложнявшая его строительство, играла положительную роль в свежую погоду, задерживая вкатывающиеся на борт волны и тем самым способствуя уменьшению бортовой качки.
С энергетической установкой ситуация тоже была примерно равной. Машины «Цесаревича» были не слишком надёжными (главным образом из-за применения в ряде узлов чугуна вместо намного более дорогой, но зато прочной стали), однако на «Ретвизане» применялись капризные, требующие тщательного обслуживания и опасные в эксплуатации котлы системы братьев Никлосс вместо «бельвилей», стоящих на большинстве новых кораблей русского флота. Правда, проблемы с механизмами на обоих кораблях возникали по большей части в начале их эксплуатации, по мере же накопления опыта сложностей становилось всё меньше.
Аналогичным образом будет обстоять дело и при сравнении «Цесаревича» с лучшим из японских броненосцев — «Микасой». «Японец» несколько быстроходнее (хотя больше из-за разницы в методике испытаний, чем на практике) и сильнее вооружён (на два 152-мм орудия), но при этом имеет большие размеры. Отсутствие существенных преимуществ перед русским кораблём наглядно проявилось в сражении в Жёлтом море: «Цесаревич», хотя и потерял в конце боя управление, но произошло это фактически в силу случайности, а не неизбежной закономерности, несмотря на то, что он был главной целью японских артиллеристов, при этом боеспособность корабля практически не пострадала и после восстановления управления он мог бы продолжать бой. «Микаса» же, сохранивший управление до конца сражения, к его концу потерял большую часть артиллерии и реально находился в значительно менее боеспособном состоянии, хотя подвергался обстрелу значительно более слабыми снарядами.
В целом следует признать «Цесаревич» вполне удачным кораблём, с технической точки зрения способным на равных сражаться с любым своим современником. Применительно к конкретному противнику — японцам, имевшим на вооружении британские орудия, к которым не было нормальных бронебойных снарядов, бронирование «Ретвизана» выглядит более предпочтительным, поскольку за счёт большей площади лучше защищает от фугасов, но считать это особым достоинством американского проекта по сравнению с французским нельзя, ведь до войны об этой особенности вооружения противника известно не было, не говоря о том, что крупные боевые корабли не строятся под конкретного врага. Что же касается слабости русских снарядов по сравнению с японскими, то к достоинствам или недостаткам самих кораблей это вообще никоим образом не относится: после русско-японской войны эту проблему решили.
К Первой мировой войне корабль, конечно, безнадёжно устарел и годился лишь для выполнения вспомогательных функций. Его боевые возможности, впрочем, можно было несколько повысить путём увеличения угла наведения орудий главного калибра, но для этого требовалось внести определённые изменения в конструкцию башен, а также заменить орудийные станки, что было сопряжено со вполне преодолимыми, но всё же довольно большими сложностями, а также с приличными финансовыми затратами — а денег русскому флоту, как обычно, не хватало. Замена 152-мм башен на палубные установки 203-мм пушек была полезна скорей для использования их в учебных целях: реальная огневая мощь корабля возросла бы незначительно (203-мм орудия слишком сильно уступают 305-мм и годятся только для борьбы с крейсерами, которые от «Цесаревича» попросту легко уйдут за счёт превосходства в скорости), но при этом корабль лишился бы своего единственного реально пригодного для использования противоминного калибра, не говоря о том, что подобная замена обошлась бы весьма недёшево. Ссылки на японцев, заменивших на близком по конструкции броненосце «Орёл» башни среднего калибра на 203-мм пушки, в данном случае неуместны: «Орёл» достался им серьёзно повреждённым, и изготавливать новые башни для замены разбитых особого резона не было, тем более что уцелевшие башни были использованы при восстановлении другого трофейного корабля — «Полтавы». Замена 40-калиберных 305-мм орудий на новые 52-калиберные, на целесообразности которой настаивает в своей монографии Р. М. Мельников, вряд ли была целесообразна, поскольку намного более тяжёлые пушки потребовали бы новых орудийных станков и, вероятно, башен (в старые башни они, скорее всего, просто бы не «вписались» по габаритам), ну а сетования этого же автора на то, что при ремонте «Цесаревича» на место кормовой рубки не установили третью башню главного калибра, относятся и вовсе к антинаучной фантастике: башенные конструкции, не говоря о погребе боезапаса, по высоте занимают не одно междупалубное пространство, и разместить её можно было бы разве что за счёт удлинения корпуса корабля путём вставки дополнительной секции, что делало подобную модернизацию чрезвычайно долгой и дорогой, а значит, абсолютно бессмысленной для старого корабля.

## Командиры
- 15.02.1899 — 28.03.1904 — капитан 1-го ранга Григорович, Иван Константинович
- 12.04.1904 — 22.04.1904[5] — капитан 1-го ранга Эбергард, Андрей Августович
- хх.хх.1904 — хх.хх.1904  — временно командующий капитан 1-го ранга Иванов, Николай Михайлович
- 16.05.1905 — хх.хх.1906 — капитан 1-го ранга Алексеев, Василий Алексеевич
- 10.01.1911 — хх.хх.1913 — капитан 1-го ранга Кербер, Людвиг Бернгардович
- 07.05.1913 — хх.хх.1915 — капитан 1-го ранга Рейн, Николай Готлибович
- 27.04.1915 — хх.хх.1917 — капитан 1-го ранга Чеглоков, Константин Аполлонович